# Llista d'asteroides (317001-318000)
Llista d'asteroides del 317.001 al 318.000, amb data de descoberta i descobridor. És un fragment de la llista d'asteroides completa. Als asteroides se'ls dona un número quan es confirma la seva òrbita, per tant apareixen llistats aproximadament segons la data de descobriment.

## 317001-317100
| Nom    | Designació provisional | Data de descobriment   | Lloc de descobriment | Descobridor/s            |
| ------ | ---------------------- | ---------------------- | -------------------- | ------------------------ |
| 317001 | 2001 PP34              | 10 d'agost de 2001     | Palomar              | NEAT                     |
| 317002 | 2001 PV38              | 11 d'agost de 2001     | Palomar              | NEAT                     |
| 317003 | 2001 PN57              | 1 d'agost de 2001      | Palomar              | NEAT                     |
| 317004 | 2001 PV60              | 13 d'agost de 2001     | Haleakala            | NEAT                     |
| 317005 | 2001 PK67              | 11 d'agost de 2001     | Haleakala            | NEAT                     |
| 317006 | 2001 QK                | 16 d'agost de 2001     | Reedy Creek          | J. Broughton             |
| 317007 | 2001 QM21              | 16 d'agost de 2001     | Socorro              | LINEAR                   |
| 317008 | 2001 QA46              | 16 d'agost de 2001     | Socorro              | LINEAR                   |
| 317009 | 2001 QU50              | 16 d'agost de 2001     | Socorro              | LINEAR                   |
| 317010 | 2001 QV92              | 22 d'agost de 2001     | Socorro              | LINEAR                   |
| 317011 | 2001 QU96              | 16 d'agost de 2001     | Socorro              | LINEAR                   |
| 317012 | 2001 QT100             | 20 d'agost de 2001     | Palomar              | NEAT                     |
| 317013 | 2001 QE125             | 19 d'agost de 2001     | Socorro              | LINEAR                   |
| 317014 | 2001 QY129             | 11 d'agost de 2001     | Haleakala            | NEAT                     |
| 317015 | 2001 QV159             | 23 d'agost de 2001     | Anderson Mesa        | LONEOS                   |
| 317016 | 2001 QN164             | 10 d'agost de 2001     | Palomar              | NEAT                     |
| 317017 | 2001 QJ184             | 21 d'agost de 2001     | Kitt Peak            | Spacewatch               |
| 317018 | 2001 QB193             | 22 d'agost de 2001     | Socorro              | LINEAR                   |
| 317019 | 2001 QH205             | 23 d'agost de 2001     | Socorro              | LINEAR                   |
| 317020 | 2001 QW206             | 23 d'agost de 2001     | Anderson Mesa        | LONEOS                   |
| 317021 | 2001 QL217             | 23 d'agost de 2001     | Anderson Mesa        | LONEOS                   |
| 317022 | 2001 QW217             | 17 d'agost de 2001     | Palomar              | NEAT                     |
| 317023 | 2001 QD221             | 24 d'agost de 2001     | Anderson Mesa        | LONEOS                   |
| 317024 | 2001 QC224             | 24 d'agost de 2001     | Anderson Mesa        | LONEOS                   |
| 317025 | 2001 QP227             | 24 d'agost de 2001     | Anderson Mesa        | LONEOS                   |
| 317026 | 2001 QH229             | 24 d'agost de 2001     | Anderson Mesa        | LONEOS                   |
| 317027 | 2001 QJ229             | 24 d'agost de 2001     | Anderson Mesa        | LONEOS                   |
| 317028 | 2001 QC230             | 24 d'agost de 2001     | Desert Eagle         | W. K. Y. Yeung           |
| 317029 | 2001 QM245             | 24 d'agost de 2001     | Socorro              | LINEAR                   |
| 317030 | 2001 QZ254             | 25 d'agost de 2001     | Anderson Mesa        | LONEOS                   |
| 317031 | 2001 QU267             | 20 d'agost de 2001     | Palomar              | NEAT                     |
| 317032 | 2001 QH275             | 19 d'agost de 2001     | Socorro              | LINEAR                   |
| 317033 | 2001 QX277             | 19 d'agost de 2001     | Socorro              | LINEAR                   |
| 317034 | 2001 QF330             | 25 d'agost de 2001     | Socorro              | LINEAR                   |
| 317035 | 2001 RZ7               | 8 de setembre de 2001  | Socorro              | LINEAR                   |
| 317036 | 2001 RN14              | 10 de setembre de 2001 | Socorro              | LINEAR                   |
| 317037 | 2001 RP22              | 7 de setembre de 2001  | Socorro              | LINEAR                   |
| 317038 | 2001 RF55              | 12 de setembre de 2001 | Socorro              | LINEAR                   |
| 317039 | 2001 RE60              | 12 de setembre de 2001 | Socorro              | LINEAR                   |
| 317040 | 2001 RV74              | 10 de setembre de 2001 | Socorro              | LINEAR                   |
| 317041 | 2001 RX74              | 10 de setembre de 2001 | Socorro              | LINEAR                   |
| 317042 | 2001 RJ91              | 11 de setembre de 2001 | Anderson Mesa        | LONEOS                   |
| 317043 | 2001 RL113             | 12 de setembre de 2001 | Socorro              | LINEAR                   |
| 317044 | 2001 RN125             | 12 de setembre de 2001 | Socorro              | LINEAR                   |
| 317045 | 2001 RP130             | 12 de setembre de 2001 | Socorro              | LINEAR                   |
| 317046 | 2001 RA138             | 12 de setembre de 2001 | Socorro              | LINEAR                   |
| 317047 | 2001 RB142             | 12 de setembre de 2001 | Socorro              | LINEAR                   |
| 317048 | 2001 SM8               | 18 de setembre de 2001 | Kitt Peak            | Spacewatch               |
| 317049 | 2001 SO49              | 16 de setembre de 2001 | Socorro              | LINEAR                   |
| 317050 | 2001 SF51              | 24 d'agost de 2001     | Socorro              | LINEAR                   |
| 317051 | 2001 SH60              | 17 de setembre de 2001 | Socorro              | LINEAR                   |
| 317052 | 2001 SF61              | 17 de setembre de 2001 | Socorro              | LINEAR                   |
| 317053 | 2001 SV84              | 20 de setembre de 2001 | Socorro              | LINEAR                   |
| 317054 | 2001 SZ89              | 20 de setembre de 2001 | Socorro              | LINEAR                   |
| 317055 | 2001 SC91              | 20 de setembre de 2001 | Socorro              | LINEAR                   |
| 317056 | 2001 SL92              | 20 de setembre de 2001 | Socorro              | LINEAR                   |
| 317057 | 2001 SE100             | 20 de setembre de 2001 | Socorro              | LINEAR                   |
| 317058 | 2001 SM100             | 20 de setembre de 2001 | Socorro              | LINEAR                   |
| 317059 | 2001 SM102             | 20 de setembre de 2001 | Socorro              | LINEAR                   |
| 317060 | 2001 SP104             | 20 de setembre de 2001 | Socorro              | LINEAR                   |
| 317061 | 2001 SK117             | 16 de setembre de 2001 | Socorro              | LINEAR                   |
| 317062 | 2001 SM119             | 16 de setembre de 2001 | Socorro              | LINEAR                   |
| 317063 | 2001 SO128             | 16 de setembre de 2001 | Socorro              | LINEAR                   |
| 317064 | 2001 SW139             | 16 de setembre de 2001 | Socorro              | LINEAR                   |
| 317065 | 2001 ST141             | 16 de setembre de 2001 | Socorro              | LINEAR                   |
| 317066 | 2001 SL180             | 19 de setembre de 2001 | Socorro              | LINEAR                   |
| 317067 | 2001 SO202             | 19 de setembre de 2001 | Socorro              | LINEAR                   |
| 317068 | 2001 SY205             | 19 de setembre de 2001 | Socorro              | LINEAR                   |
| 317069 | 2001 SB206             | 19 de setembre de 2001 | Socorro              | LINEAR                   |
| 317070 | 2001 SM206             | 19 de setembre de 2001 | Socorro              | LINEAR                   |
| 317071 | 2001 SP206             | 19 de setembre de 2001 | Socorro              | LINEAR                   |
| 317072 | 2001 SR207             | 19 de setembre de 2001 | Socorro              | LINEAR                   |
| 317073 | 2001 SM209             | 19 de setembre de 2001 | Socorro              | LINEAR                   |
| 317074 | 2001 SS219             | 19 de setembre de 2001 | Socorro              | LINEAR                   |
| 317075 | 2001 SY219             | 19 de setembre de 2001 | Socorro              | LINEAR                   |
| 317076 | 2001 SG228             | 19 de setembre de 2001 | Socorro              | LINEAR                   |
| 317077 | 2001 SU237             | 19 de setembre de 2001 | Socorro              | LINEAR                   |
| 317078 | 2001 SE253             | 19 de setembre de 2001 | Socorro              | LINEAR                   |
| 317079 | 2001 SU255             | 19 de setembre de 2001 | Socorro              | LINEAR                   |
| 317080 | 2001 SZ258             | 20 de setembre de 2001 | Socorro              | LINEAR                   |
| 317081 | 2001 SD278             | 21 de setembre de 2001 | Anderson Mesa        | LONEOS                   |
| 317082 | 2001 SQ294             | 20 de setembre de 2001 | Socorro              | LINEAR                   |
| 317083 | 2001 SQ303             | 20 de setembre de 2001 | Socorro              | LINEAR                   |
| 317084 | 2001 SS303             | 20 de setembre de 2001 | Socorro              | LINEAR                   |
| 317085 | 2001 SH309             | 22 de setembre de 2001 | Socorro              | LINEAR                   |
| 317086 | 2001 SX322             | 25 de setembre de 2001 | Socorro              | LINEAR                   |
| 317087 | 2001 SY337             | 20 de setembre de 2001 | Socorro              | LINEAR                   |
| 317088 | 2001 SA342             | 21 de setembre de 2001 | Palomar              | NEAT                     |
| 317089 | 2001 SW344             | 23 de setembre de 2001 | Palomar              | NEAT                     |
| 317090 | 2001 SP349             | 18 de setembre de 2001 | Anderson Mesa        | LONEOS                   |
| 317091 | 2001 SO351             | 18 de setembre de 2001 | Apache Point         | Sloan Digital Sky Survey |
| 317092 | 2001 TV1               | 6 d'octubre de 2001    | Socorro              | LINEAR                   |
| 317093 | 2001 TX11              | 13 d'octubre de 2001   | Socorro              | LINEAR                   |
| 317094 | 2001 TQ14              | 7 d'octubre de 2001    | Palomar              | NEAT                     |
| 317095 | 2001 TP16              | 11 d'octubre de 2001   | Socorro              | LINEAR                   |
| 317096 | 2001 TD36              | 14 d'octubre de 2001   | Socorro              | LINEAR                   |
| 317097 | 2001 TR82              | 14 d'octubre de 2001   | Socorro              | LINEAR                   |
| 317098 | 2001 TT84              | 14 d'octubre de 2001   | Socorro              | LINEAR                   |
| 317099 | 2001 TB90              | 14 d'octubre de 2001   | Socorro              | LINEAR                   |
| 317100 | 2001 TF102             | 15 d'octubre de 2001   | Socorro              | LINEAR                   |

## 317101-317200
| Nom    | Designació provisional | Data de descobriment   | Lloc de descobriment | Descobridor/s            |
| ------ | ---------------------- | ---------------------- | -------------------- | ------------------------ |
| 317101 | 2001 TQ127             | 12 d'octubre de 2001   | Anderson Mesa        | LONEOS                   |
| 317102 | 2001 TK130             | 15 d'octubre de 2001   | Kitt Peak            | Spacewatch               |
| 317103 | 2001 TC141             | 10 d'octubre de 2001   | Palomar              | NEAT                     |
| 317104 | 2001 TD145             | 10 d'octubre de 2001   | Palomar              | NEAT                     |
| 317105 | 2001 TL156             | 14 d'octubre de 2001   | Kitt Peak            | Spacewatch               |
| 317106 | 2001 TW166             | 15 d'octubre de 2001   | Socorro              | LINEAR                   |
| 317107 | 2001 TS177             | 14 d'octubre de 2001   | Socorro              | LINEAR                   |
| 317108 | 2001 TU178             | 14 d'octubre de 2001   | Socorro              | LINEAR                   |
| 317109 | 2001 TZ198             | 11 d'octubre de 2001   | Socorro              | LINEAR                   |
| 317110 | 2001 TR201             | 11 d'octubre de 2001   | Socorro              | LINEAR                   |
| 317111 | 2001 TE221             | 14 d'octubre de 2001   | Socorro              | LINEAR                   |
| 317112 | 2001 TY221             | 14 d'octubre de 2001   | Socorro              | LINEAR                   |
| 317113 | 2001 TQ222             | 14 d'octubre de 2001   | Socorro              | LINEAR                   |
| 317114 | 2001 TT226             | 14 d'octubre de 2001   | Palomar              | NEAT                     |
| 317115 | 2001 TH240             | 7 d'octubre de 2001    | Palomar              | NEAT                     |
| 317116 | 2001 TL240             | 14 d'octubre de 2001   | Socorro              | LINEAR                   |
| 317117 | 2001 TD242             | 14 d'octubre de 2001   | Kitt Peak            | Spacewatch               |
| 317118 | 2001 TA251             | 14 d'octubre de 2001   | Apache Point         | Sloan Digital Sky Survey |
| 317119 | 2001 TJ255             | 14 d'octubre de 2001   | Apache Point         | Sloan Digital Sky Survey |
| 317120 | 2001 TS256             | 13 d'octubre de 2001   | Anderson Mesa        | LONEOS                   |
| 317121 | 2001 TF258             | 8 d'octubre de 2001    | Palomar              | NEAT                     |
| 317122 | 2001 TJ261             | 12 de novembre de 2001 | Apache Point         | Sloan Digital Sky Survey |
| 317123 | 2001 US15              | 25 d'octubre de 2001   | Desert Eagle         | W. K. Y. Yeung           |
| 317124 | 2001 UW28              | 16 d'octubre de 2001   | Socorro              | LINEAR                   |
| 317125 | 2001 UA36              | 16 d'octubre de 2001   | Socorro              | LINEAR                   |
| 317126 | 2001 UG39              | 17 d'octubre de 2001   | Socorro              | LINEAR                   |
| 317127 | 2001 UW40              | 17 d'octubre de 2001   | Socorro              | LINEAR                   |
| 317128 | 2001 UQ45              | 17 d'octubre de 2001   | Socorro              | LINEAR                   |
| 317129 | 2001 UU51              | 17 d'octubre de 2001   | Socorro              | LINEAR                   |
| 317130 | 2001 UE63              | 17 d'octubre de 2001   | Socorro              | LINEAR                   |
| 317131 | 2001 UT64              | 18 d'octubre de 2001   | Socorro              | LINEAR                   |
| 317132 | 2001 UV67              | 20 d'octubre de 2001   | Socorro              | LINEAR                   |
| 317133 | 2001 UX68              | 17 d'octubre de 2001   | Kitt Peak            | Spacewatch               |
| 317134 | 2001 UC88              | 21 d'octubre de 2001   | Kitt Peak            | Spacewatch               |
| 317135 | 2001 UE89              | 20 d'octubre de 2001   | Haleakala            | NEAT                     |
| 317136 | 2001 UC97              | 17 d'octubre de 2001   | Socorro              | LINEAR                   |
| 317137 | 2001 UR101             | 20 d'octubre de 2001   | Socorro              | LINEAR                   |
| 317138 | 2001 UZ119             | 22 d'octubre de 2001   | Socorro              | LINEAR                   |
| 317139 | 2001 UO123             | 22 d'octubre de 2001   | Palomar              | NEAT                     |
| 317140 | 2001 UU128             | 20 d'octubre de 2001   | Socorro              | LINEAR                   |
| 317141 | 2001 UD130             | 20 d'octubre de 2001   | Socorro              | LINEAR                   |
| 317142 | 2001 UR147             | 23 d'octubre de 2001   | Socorro              | LINEAR                   |
| 317143 | 2001 UF158             | 23 d'octubre de 2001   | Socorro              | LINEAR                   |
| 317144 | 2001 UQ171             | 24 d'octubre de 2001   | Socorro              | LINEAR                   |
| 317145 | 2001 UN182             | 16 d'octubre de 2001   | Palomar              | NEAT                     |
| 317146 | 2001 UG190             | 18 d'octubre de 2001   | Palomar              | NEAT                     |
| 317147 | 2001 UT203             | 19 d'octubre de 2001   | Palomar              | NEAT                     |
| 317148 | 2001 UZ224             | 23 d'octubre de 2001   | Palomar              | NEAT                     |
| 317149 | 2001 UB228             | 19 d'octubre de 2001   | Palomar              | NEAT                     |
| 317150 | 2001 UC228             | 19 d'octubre de 2001   | Palomar              | NEAT                     |
| 317151 | 2001 UK230             | 16 d'octubre de 2001   | Palomar              | NEAT                     |
| 317152 | 2001 UQ230             | 25 d'octubre de 2001   | Apache Point         | Sloan Digital Sky Survey |
| 317153 | 2001 VY13              | 10 de novembre de 2001 | Socorro              | LINEAR                   |
| 317154 | 2001 VB39              | 9 de novembre de 2001  | Socorro              | LINEAR                   |
| 317155 | 2001 VC69              | 11 de novembre de 2001 | Socorro              | LINEAR                   |
| 317156 | 2001 VT71              | 13 de novembre de 2001 | Ondrejov             | P. Kusnirak              |
| 317157 | 2001 VS75              | 15 de novembre de 2001 | Kitt Peak            | Spacewatch               |
| 317158 | 2001 VK87              | 11 de novembre de 2001 | Kitt Peak            | Spacewatch               |
| 317159 | 2001 VZ103             | 12 de novembre de 2001 | Socorro              | LINEAR                   |
| 317160 | 2001 VO116             | 12 de novembre de 2001 | Socorro              | LINEAR                   |
| 317161 | 2001 VW129             | 11 de novembre de 2001 | Apache Point         | Sloan Digital Sky Survey |
| 317162 | 2001 VD131             | 11 de novembre de 2001 | Apache Point         | Sloan Digital Sky Survey |
| 317163 | 2001 VG133             | 11 de novembre de 2001 | Apache Point         | Sloan Digital Sky Survey |
| 317164 | 2001 WL33              | 17 de novembre de 2001 | Socorro              | LINEAR                   |
| 317165 | 2001 WJ43              | 18 de novembre de 2001 | Socorro              | LINEAR                   |
| 317166 | 2001 WF53              | 19 de novembre de 2001 | Socorro              | LINEAR                   |
| 317167 | 2001 WP56              | 19 de novembre de 2001 | Socorro              | LINEAR                   |
| 317168 | 2001 WX56              | 19 de novembre de 2001 | Socorro              | LINEAR                   |
| 317169 | 2001 WR58              | 19 de novembre de 2001 | Socorro              | LINEAR                   |
| 317170 | 2001 WS69              | 20 de novembre de 2001 | Socorro              | LINEAR                   |
| 317171 | 2001 WX71              | 20 de novembre de 2001 | Socorro              | LINEAR                   |
| 317172 | 2001 WC72              | 20 de novembre de 2001 | Socorro              | LINEAR                   |
| 317173 | 2001 WR81              | 20 de novembre de 2001 | Socorro              | LINEAR                   |
| 317174 | 2001 XH71              | 11 de desembre de 2001 | Socorro              | LINEAR                   |
| 317175 | 2001 XF111             | 11 de desembre de 2001 | Socorro              | LINEAR                   |
| 317176 | 2001 XO123             | 14 de desembre de 2001 | Socorro              | LINEAR                   |
| 317177 | 2001 XU123             | 14 de desembre de 2001 | Socorro              | LINEAR                   |
| 317178 | 2001 XX132             | 14 de desembre de 2001 | Socorro              | LINEAR                   |
| 317179 | 2001 XS149             | 14 de desembre de 2001 | Socorro              | LINEAR                   |
| 317180 | 2001 XD178             | 14 de desembre de 2001 | Socorro              | LINEAR                   |
| 317181 | 2001 XT225             | 12 de novembre de 2001 | Kitt Peak            | Spacewatch               |
| 317182 | 2001 XY228             | 15 de desembre de 2001 | Socorro              | LINEAR                   |
| 317183 | 2001 XA235             | 15 de desembre de 2001 | Socorro              | LINEAR                   |
| 317184 | 2001 XP248             | 14 de desembre de 2001 | Kitt Peak            | Spacewatch               |
| 317185 | 2001 XQ258             | 8 de desembre de 2001  | Anderson Mesa        | LONEOS                   |
| 317186 | 2001 XY258             | 8 de desembre de 2001  | Anderson Mesa        | LONEOS                   |
| 317187 | 2001 XF262             | 13 de desembre de 2001 | Palomar              | NEAT                     |
| 317188 | 2001 XA266             | 15 de desembre de 2001 | Socorro              | LINEAR                   |
| 317189 | 2001 YG2               | 19 de desembre de 2001 | Socorro              | LINEAR                   |
| 317190 | 2001 YK2               | 16 de desembre de 2001 | Anderson Mesa        | LONEOS                   |
| 317191 | 2001 YE55              | 18 de desembre de 2001 | Socorro              | LINEAR                   |
| 317192 | 2001 YO77              | 18 de desembre de 2001 | Socorro              | LINEAR                   |
| 317193 | 2001 YR80              | 18 de desembre de 2001 | Socorro              | LINEAR                   |
| 317194 | 2001 YG103             | 17 de desembre de 2001 | Socorro              | LINEAR                   |
| 317195 | 2001 YJ159             | 18 de desembre de 2001 | Apache Point         | Sloan Digital Sky Survey |
| 317196 | 2002 AK46              | 9 de gener de 2002     | Socorro              | LINEAR                   |
| 317197 | 2002 AE49              | 9 de gener de 2002     | Socorro              | LINEAR                   |
| 317198 | 2002 AZ49              | 9 de gener de 2002     | Socorro              | LINEAR                   |
| 317199 | 2002 AX72              | 8 de gener de 2002     | Socorro              | LINEAR                   |
| 317200 | 2002 AD91              | 13 de gener de 2002    | Socorro              | LINEAR                   |

## 317201-317300
| Nom    | Designació provisional | Data de descobriment   | Lloc de descobriment | Descobridor/s              |
| ------ | ---------------------- | ---------------------- | -------------------- | -------------------------- |
| 317201 | 2002 AU126             | 13 de gener de 2002    | Socorro              | LINEAR                     |
| 317202 | 2002 AN136             | 9 de gener de 2002     | Socorro              | LINEAR                     |
| 317203 | 2002 AD149             | 14 de gener de 2002    | Socorro              | LINEAR                     |
| 317204 | 2002 AM180             | 12 de gener de 2002    | Nyukasa              | Nyukasa                    |
| 317205 | 2002 AN205             | 9 de gener de 2002     | Apache Point         | Sloan Digital Sky Survey   |
| 317206 | 2002 CY1               | 3 de febrer de 2002    | Palomar              | NEAT                       |
| 317207 | 2002 CH10              | 6 de febrer de 2002    | Socorro              | LINEAR                     |
| 317208 | 2002 CE16              | 10 de febrer de 2002   | Cima Ekar            | Asiago-DLR Asteroid Survey |
| 317209 | 2002 CV22              | 5 de febrer de 2002    | Palomar              | NEAT                       |
| 317210 | 2002 CE25              | 7 de febrer de 2002    | Kitt Peak            | Spacewatch                 |
| 317211 | 2002 CT36              | 7 de febrer de 2002    | Socorro              | LINEAR                     |
| 317212 | 2002 CW46              | 11 de febrer de 2002   | Socorro              | LINEAR                     |
| 317213 | 2002 CW50              | 12 de febrer de 2002   | Desert Eagle         | W. K. Y. Yeung             |
| 317214 | 2002 CD60              | 6 de febrer de 2002    | Socorro              | LINEAR                     |
| 317215 | 2002 CL68              | 7 de febrer de 2002    | Socorro              | LINEAR                     |
| 317216 | 2002 CT72              | 7 de febrer de 2002    | Socorro              | LINEAR                     |
| 317217 | 2002 CE81              | 7 de febrer de 2002    | Socorro              | LINEAR                     |
| 317218 | 2002 CJ87              | 7 de febrer de 2002    | Socorro              | LINEAR                     |
| 317219 | 2002 CV87              | 7 de febrer de 2002    | Socorro              | LINEAR                     |
| 317220 | 2002 CO88              | 7 de febrer de 2002    | Socorro              | LINEAR                     |
| 317221 | 2002 CA90              | 5 de febrer de 2002    | Palomar              | NEAT                       |
| 317222 | 2002 CD101             | 7 de febrer de 2002    | Socorro              | LINEAR                     |
| 317223 | 2002 CS115             | 12 de febrer de 2002   | Socorro              | LINEAR                     |
| 317224 | 2002 CF121             | 7 de febrer de 2002    | Socorro              | LINEAR                     |
| 317225 | 2002 CD153             | 11 de febrer de 2002   | Socorro              | LINEAR                     |
| 317226 | 2002 CL158             | 7 de febrer de 2002    | Socorro              | LINEAR                     |
| 317227 | 2002 CU162             | 8 de febrer de 2002    | Socorro              | LINEAR                     |
| 317228 | 2002 CY166             | 8 de febrer de 2002    | Socorro              | LINEAR                     |
| 317229 | 2002 CU171             | 8 de febrer de 2002    | Socorro              | LINEAR                     |
| 317230 | 2002 CY179             | 12 de gener de 2002    | Palomar              | NEAT                       |
| 317231 | 2002 CJ180             | 10 de febrer de 2002   | Socorro              | LINEAR                     |
| 317232 | 2002 CS184             | 10 de febrer de 2002   | Socorro              | LINEAR                     |
| 317233 | 2002 CB186             | 10 de febrer de 2002   | Socorro              | LINEAR                     |
| 317234 | 2002 CD189             | 18 de gener de 2002    | Socorro              | LINEAR                     |
| 317235 | 2002 CZ190             | 8 de febrer de 2002    | Haleakala            | NEAT                       |
| 317236 | 2002 CB201             | 7 de febrer de 2002    | Palomar              | NEAT                       |
| 317237 | 2002 CQ201             | 10 de febrer de 2002   | Socorro              | LINEAR                     |
| 317238 | 2002 CZ205             | 10 de febrer de 2002   | Socorro              | LINEAR                     |
| 317239 | 2002 CJ208             | 10 de febrer de 2002   | Socorro              | LINEAR                     |
| 317240 | 2002 CO214             | 10 de febrer de 2002   | Socorro              | LINEAR                     |
| 317241 | 2002 CJ220             | 10 de febrer de 2002   | Socorro              | LINEAR                     |
| 317242 | 2002 CM230             | 12 de febrer de 2002   | Kitt Peak            | Spacewatch                 |
| 317243 | 2002 CM234             | 8 de febrer de 2002    | Kitt Peak            | Spacewatch                 |
| 317244 | 2002 CR252             | 4 de febrer de 2002    | Palomar              | NEAT                       |
| 317245 | 2002 CA258             | 6 de febrer de 2002    | Kitt Peak            | M. W. Buie                 |
| 317246 | 2002 CS272             | 8 de febrer de 2002    | Anderson Mesa        | LONEOS                     |
| 317247 | 2002 CA273             | 8 de febrer de 2002    | Palomar              | NEAT                       |
| 317248 | 2002 CS274             | 8 de febrer de 2002    | Kitt Peak            | Spacewatch                 |
| 317249 | 2002 CZ290             | 2 d'octubre de 2000    | Socorro              | LINEAR                     |
| 317250 | 2002 CA291             | 10 de febrer de 2002   | Socorro              | LINEAR                     |
| 317251 | 2002 CU291             | 11 de febrer de 2002   | Socorro              | LINEAR                     |
| 317252 | 2002 CT307             | 10 de febrer de 2002   | Socorro              | LINEAR                     |
| 317253 | 2002 CM310             | 6 de febrer de 2002    | Palomar              | NEAT                       |
| 317254 | 2002 CH315             | 6 de febrer de 2002    | Palomar              | NEAT                       |
| 317255 | 2002 DJ5               | 21 de febrer de 2002   | Kitt Peak            | Spacewatch                 |
| 317256 | 2002 DC12              | 21 de febrer de 2002   | Kitt Peak            | Spacewatch                 |
| 317257 | 2002 EO5               | 9 de març de 2002      | Socorro              | LINEAR                     |
| 317258 | 2002 EY14              | 5 de març de 2002      | Kitt Peak            | Spacewatch                 |
| 317259 | 2002 EV17              | 5 de març de 2002      | Kitt Peak            | Spacewatch                 |
| 317260 | 2002 EE23              | 5 de març de 2002      | Kitt Peak            | Spacewatch                 |
| 317261 | 2002 EA25              | 5 de març de 2002      | Kitt Peak            | Spacewatch                 |
| 317262 | 2002 EW36              | 9 de març de 2002      | Kitt Peak            | Spacewatch                 |
| 317263 | 2002 EK37              | 9 de març de 2002      | Kitt Peak            | Spacewatch                 |
| 317264 | 2002 EA51              | 13 de març de 2002     | Palomar              | NEAT                       |
| 317265 | 2002 EZ52              | 9 de març de 2002      | Socorro              | LINEAR                     |
| 317266 | 2002 EQ63              | 13 de març de 2002     | Socorro              | LINEAR                     |
| 317267 | 2002 EY63              | 28 de setembre de 2000 | Kitt Peak            | Spacewatch                 |
| 317268 | 2002 EF69              | 13 de març de 2002     | Socorro              | LINEAR                     |
| 317269 | 2002 EZ71              | 13 de març de 2002     | Socorro              | LINEAR                     |
| 317270 | 2002 EJ76              | 10 de març de 2002     | Kitt Peak            | Spacewatch                 |
| 317271 | 2002 EO96              | 11 de març de 2002     | Kitt Peak            | Spacewatch                 |
| 317272 | 2002 EQ106             | 9 de març de 2002      | Anderson Mesa        | LONEOS                     |
| 317273 | 2002 ED110             | 9 de març de 2002      | Kitt Peak            | Spacewatch                 |
| 317274 | 2002 ED116             | 11 de març de 2002     | Kitt Peak            | Spacewatch                 |
| 317275 | 2002 EL118             | 10 de març de 2002     | Kitt Peak            | Spacewatch                 |
| 317276 | 2002 EB123             | 12 de març de 2002     | Palomar              | NEAT                       |
| 317277 | 2002 EQ127             | 12 de març de 2002     | Palomar              | NEAT                       |
| 317278 | 2002 EG136             | 12 de març de 2002     | Kitt Peak            | Spacewatch                 |
| 317279 | 2002 EJ137             | 12 de març de 2002     | Palomar              | NEAT                       |
| 317280 | 2002 EE148             | 15 de març de 2002     | Palomar              | NEAT                       |
| 317281 | 2002 EC151             | 15 de març de 2002     | Palomar              | NEAT                       |
| 317282 | 2002 EB162             | 11 de març de 2002     | Palomar              | NEAT                       |
| 317283 | 2002 ED162             | 5 de març de 2002      | Apache Point         | Sloan Digital Sky Survey   |
| 317284 | 2002 FQ7               | 16 de març de 2002     | Kitt Peak            | Spacewatch                 |
| 317285 | 2002 FE9               | 16 de març de 2002     | Socorro              | LINEAR                     |
| 317286 | 2002 FH34              | 20 de març de 2002     | Socorro              | LINEAR                     |
| 317287 | 2002 FR36              | 22 de març de 2002     | Palomar              | NEAT                       |
| 317288 | 2002 GR1               | 5 d'abril de 2002      | Emerald Lane         | L. Ball                    |
| 317289 | 2002 GK13              | 14 d'abril de 2002     | Socorro              | LINEAR                     |
| 317290 | 2002 GF47              | 4 d'abril de 2002      | Kitt Peak            | Spacewatch                 |
| 317291 | 2002 GD48              | 4 d'abril de 2002      | Palomar              | NEAT                       |
| 317292 | 2002 GF52              | 5 d'abril de 2002      | Anderson Mesa        | LONEOS                     |
| 317293 | 2002 GJ60              | 8 d'abril de 2002      | Socorro              | LINEAR                     |
| 317294 | 2002 GN60              | 8 d'abril de 2002      | Kitt Peak            | Spacewatch                 |
| 317295 | 2002 GG69              | 8 d'abril de 2002      | Palomar              | NEAT                       |
| 317296 | 2002 GJ73              | 9 d'abril de 2002      | Anderson Mesa        | LONEOS                     |
| 317297 | 2002 GR73              | 9 d'abril de 2002      | Palomar              | NEAT                       |
| 317298 | 2002 GF77              | 9 d'abril de 2002      | Anderson Mesa        | LONEOS                     |
| 317299 | 2002 GV84              | 10 d'abril de 2002     | Socorro              | LINEAR                     |
| 317300 | 2002 GT85              | 10 d'abril de 2002     | Socorro              | LINEAR                     |

## 317301-317400
| Nom    | Designació provisional | Data de descobriment   | Lloc de descobriment | Descobridor/s        |
| ------ | ---------------------- | ---------------------- | -------------------- | -------------------- |
| 317301 | 2002 GN89              | 8 d'abril de 2002      | Palomar              | NEAT                 |
| 317302 | 2002 GX91              | 9 d'abril de 2002      | Palomar              | NEAT                 |
| 317303 | 2002 GV98              | 10 d'abril de 2002     | Socorro              | LINEAR               |
| 317304 | 2002 GB100             | 10 d'abril de 2002     | Socorro              | LINEAR               |
| 317305 | 2002 GQ108             | 11 d'abril de 2002     | Socorro              | LINEAR               |
| 317306 | 2002 GH110             | 10 d'abril de 2002     | Socorro              | LINEAR               |
| 317307 | 2002 GR110             | 10 d'abril de 2002     | Socorro              | LINEAR               |
| 317308 | 2002 GW127             | 12 d'abril de 2002     | Socorro              | LINEAR               |
| 317309 | 2002 GX131             | 12 d'abril de 2002     | Socorro              | LINEAR               |
| 317310 | 2002 GP141             | 13 d'abril de 2002     | Palomar              | NEAT                 |
| 317311 | 2002 GM153             | 12 d'abril de 2002     | Palomar              | NEAT                 |
| 317312 | 2002 GA170             | 9 d'abril de 2002      | Socorro              | LINEAR               |
| 317313 | 2002 GG179             | 13 d'abril de 2002     | Palomar              | NEAT                 |
| 317314 | 2002 GY183             | 9 d'abril de 2002      | Palomar              | NEAT                 |
| 317315 | 2002 GE185             | 9 d'abril de 2002      | Palomar              | NEAT                 |
| 317316 | 2002 GJ188             | 21 de febrer de 2001   | Kitt Peak            | Spacewatch           |
| 317317 | 2002 HU3               | 16 d'abril de 2002     | Socorro              | LINEAR               |
| 317318 | 2002 HG11              | 21 d'abril de 2002     | Palomar              | NEAT                 |
| 317319 | 2002 HH15              | 17 d'abril de 2002     | Socorro              | LINEAR               |
| 317320 | 2002 HY16              | 19 d'abril de 2002     | Kitt Peak            | Spacewatch           |
| 317321 | 2002 JZ1               | 4 de maig de 2002      | Desert Eagle         | W. K. Y. Yeung       |
| 317322 | 2002 JF4               | 5 de maig de 2002      | Socorro              | LINEAR               |
| 317323 | 2002 JZ6               | 3 de maig de 2002      | Palomar              | NEAT                 |
| 317324 | 2002 JC8               | 10 d'abril de 2002     | Socorro              | LINEAR               |
| 317325 | 2002 JH8               | 6 de maig de 2002      | Palomar              | NEAT                 |
| 317326 | 2002 JG24              | 8 de maig de 2002      | Socorro              | LINEAR               |
| 317327 | 2002 JV26              | 8 de maig de 2002      | Socorro              | LINEAR               |
| 317328 | 2002 JT28              | 9 de maig de 2002      | Socorro              | LINEAR               |
| 317329 | 2002 JS36              | 7 de maig de 2002      | Anderson Mesa        | LONEOS               |
| 317330 | 2002 JJ58              | 9 de maig de 2002      | Socorro              | LINEAR               |
| 317331 | 2002 JD67              | 10 de maig de 2002     | Socorro              | LINEAR               |
| 317332 | 2002 JB72              | 8 de maig de 2002      | Socorro              | LINEAR               |
| 317333 | 2002 JN84              | 11 de maig de 2002     | Socorro              | LINEAR               |
| 317334 | 2002 JH87              | 11 de maig de 2002     | Socorro              | LINEAR               |
| 317335 | 2002 JT94              | 11 de maig de 2002     | Socorro              | LINEAR               |
| 317336 | 2002 JC101             | 6 de maig de 2002      | Socorro              | LINEAR               |
| 317337 | 2002 JB103             | 9 de maig de 2002      | Socorro              | LINEAR               |
| 317338 | 2002 JD103             | 9 de maig de 2002      | Socorro              | LINEAR               |
| 317339 | 2002 JA104             | 10 de maig de 2002     | Socorro              | LINEAR               |
| 317340 | 2002 JW120             | 5 de maig de 2002      | Palomar              | NEAT                 |
| 317341 | 2002 JO122             | 6 de maig de 2002      | Socorro              | LINEAR               |
| 317342 | 2002 JZ122             | 6 de maig de 2002      | Palomar              | NEAT                 |
| 317343 | 2002 JA137             | 9 de maig de 2002      | Palomar              | NEAT                 |
| 317344 | 2002 JN147             | 11 de maig de 2002     | Socorro              | LINEAR               |
| 317345 | 2002 KB1               | 16 de maig de 2002     | Socorro              | LINEAR               |
| 317346 | 2002 KK15              | 30 de maig de 2002     | Palomar              | NEAT                 |
| 317347 | 2002 LF27              | 8 de juny de 2002      | Socorro              | LINEAR               |
| 317348 | 2002 LC32              | 10 de juny de 2002     | Socorro              | LINEAR               |
| 317349 | 2002 LB38              | 30 de maig de 2002     | Palomar              | NEAT                 |
| 317350 | 2002 LV38              | 10 de juny de 2002     | Palomar              | NEAT                 |
| 317351 | 2002 LX44              | 5 de juny de 2002      | Anderson Mesa        | LONEOS               |
| 317352 | 2002 LT60              | 3 de juny de 2002      | Palomar              | NEAT                 |
| 317353 | 2002 LL62              | 12 de juny de 2002     | Palomar              | NEAT                 |
| 317354 | 2002 LB64              | 16 de febrer de 2001   | Nogales              | Tenagra II           |
| 317355 | 2002 LU64              | 25 d'abril de 2007     | Mount Lemmon         | Mt. Lemmon Survey    |
| 317356 | 2002 MD7               | 18 de setembre de 2003 | Kitt Peak            | Spacewatch           |
| 317357 | 2002 MN7               | 20 d'octubre de 2003   | Socorro              | LINEAR               |
| 317358 | 2002 NW1               | 4 de juliol de 2002    | Palomar              | NEAT                 |
| 317359 | 2002 NJ9               | 3 de juliol de 2002    | Palomar              | NEAT                 |
| 317360 | 2002 NZ9               | 22 d'abril de 2009     | Kitt Peak            | Spacewatch           |
| 317361 | 2002 NF13              | 4 de juliol de 2002    | Palomar              | NEAT                 |
| 317362 | 2002 NZ15              | 5 de juliol de 2002    | Socorro              | LINEAR               |
| 317363 | 2002 NU21              | 9 de juliol de 2002    | Socorro              | LINEAR               |
| 317364 | 2002 NH29              | 13 de juliol de 2002   | Haleakala            | NEAT                 |
| 317365 | 2002 NK34              | 9 de juliol de 2002    | Socorro              | LINEAR               |
| 317366 | 2002 NG41              | 17 de febrer de 2001   | Kitt Peak            | Spacewatch           |
| 317367 | 2002 NX57              | 14 de juliol de 2002   | Palomar              | NEAT                 |
| 317368 | 2002 NO60              | 5 de juliol de 2002    | Palomar              | NEAT                 |
| 317369 | 2002 NP60              | 4 de juliol de 2002    | Palomar              | NEAT                 |
| 317370 | 2002 NE61              | 14 de juliol de 2002   | Palomar              | NEAT                 |
| 317371 | 2002 NJ61              | 14 de juliol de 2002   | Palomar              | NEAT                 |
| 317372 | 2002 NS63              | 9 de juliol de 2002    | Palomar              | NEAT                 |
| 317373 | 2002 NE66              | 9 de juliol de 2002    | Palomar              | NEAT                 |
| 317374 | 2002 NP70              | 9 de juliol de 2002    | Palomar              | NEAT                 |
| 317375 | 2002 NH74              | 4 de juliol de 2002    | Palomar              | NEAT                 |
| 317376 | 2002 NS74              | 14 de juliol de 2002   | Palomar              | NEAT                 |
| 317377 | 2002 ND79              | 6 de setembre de 2005  | Siding Spring        | Siding Spring Survey |
| 317378 | 2002 OT22              | 31 de juliol de 2002   | Socorro              | LINEAR               |
| 317379 | 2002 OW22              | 31 de juliol de 2002   | Socorro              | LINEAR               |
| 317380 | 2002 OM27              | 21 de juliol de 2002   | Palomar              | NEAT                 |
| 317381 | 2002 OQ28              | 21 de juliol de 2002   | Palomar              | NEAT                 |
| 317382 | 2002 OG32              | 23 de març de 2006     | Kitt Peak            | Spacewatch           |
| 317383 | 2002 OK32              | 21 de juliol de 2002   | Palomar              | NEAT                 |
| 317384 | 2002 OA35              | 7 de gener de 2006     | Mount Lemmon         | Mt. Lemmon Survey    |
| 317385 | 2002 OA36              | 8 de març de 2005      | Mount Lemmon         | Mt. Lemmon Survey    |
| 317386 | 2002 OD36              | 17 de desembre de 1999 | Kitt Peak            | Spacewatch           |
| 317387 | 2002 OG36              | 2 de desembre de 2005  | Mauna Kea            | A. Boattini          |
| 317388 | 2002 OP36              | 9 de febrer de 2007    | Mount Lemmon         | Mt. Lemmon Survey    |
| 317389 | 2002 PS2               | 3 d'agost de 2002      | Palomar              | NEAT                 |
| 317390 | 2002 PQ3               | 3 d'agost de 2002      | Palomar              | NEAT                 |
| 317391 | 2002 PK7               | 6 d'agost de 2002      | Palomar              | NEAT                 |
| 317392 | 2002 PQ39              | 7 d'agost de 2002      | Palomar              | NEAT                 |
| 317393 | 2002 PV48              | 10 d'agost de 2002     | Socorro              | LINEAR               |
| 317394 | 2002 PZ48              | 10 d'agost de 2002     | Socorro              | LINEAR               |
| 317395 | 2002 PN81              | 17 de juny de 1996     | Kitt Peak            | Spacewatch           |
| 317396 | 2002 PX83              | 10 d'agost de 2002     | Socorro              | LINEAR               |
| 317397 | 2002 PP89              | 11 d'agost de 2002     | Socorro              | LINEAR               |
| 317398 | 2002 PY96              | 14 d'agost de 2002     | Socorro              | LINEAR               |
| 317399 | 2002 PC113             | 12 d'agost de 2002     | Socorro              | LINEAR               |
| 317400 | 2002 PE114             | 13 d'agost de 2002     | Kitt Peak            | Spacewatch           |

## 317401-317500
| Nom    | Designació provisional | Data de descobriment   | Lloc de descobriment | Descobridor/s          |
| ------ | ---------------------- | ---------------------- | -------------------- | ---------------------- |
| 317401 | 2002 PG114             | 13 d'agost de 2002     | Kitt Peak            | Spacewatch             |
| 317402 | 2002 PF122             | 13 d'agost de 2002     | Anderson Mesa        | LONEOS                 |
| 317403 | 2002 PV131             | 13 d'agost de 2002     | Socorro              | LINEAR                 |
| 317404 | 2002 PT132             | 14 d'agost de 2002     | Socorro              | LINEAR                 |
| 317405 | 2002 PW135             | 14 d'agost de 2002     | Socorro              | LINEAR                 |
| 317406 | 2002 PE136             | 14 d'agost de 2002     | Socorro              | LINEAR                 |
| 317407 | 2002 PY150             | 29 de juliol de 2002   | Palomar              | NEAT                   |
| 317408 | 2002 PW158             | 8 d'agost de 2002      | Palomar              | S. F. Hoenig           |
| 317409 | 2002 PM159             | 8 d'agost de 2002      | Palomar              | S. F. Hoenig           |
| 317410 | 2002 PV174             | 15 d'agost de 2002     | Palomar              | NEAT                   |
| 317411 | 2002 PP175             | 11 d'agost de 2002     | Palomar              | NEAT                   |
| 317412 | 2002 PC176             | 15 d'agost de 2002     | Palomar              | NEAT                   |
| 317413 | 2002 PG190             | 23 de setembre de 2008 | Mount Lemmon         | Mt. Lemmon Survey      |
| 317414 | 2002 PM194             | 13 de desembre de 1999 | Kitt Peak            | Spacewatch             |
| 317415 | 2002 PV194             | 20 de setembre de 2003 | Kitt Peak            | Spacewatch             |
| 317416 | 2002 PB195             | 22 de setembre de 1995 | Kitt Peak            | Spacewatch             |
| 317417 | 2002 PE195             | 23 d'octubre de 2008   | Kitt Peak            | Spacewatch             |
| 317418 | 2002 PG196             | 19 de desembre de 2007 | Kitt Peak            | Spacewatch             |
| 317419 | 2002 PD197             | 16 d'octubre de 2007   | Kitt Peak            | Spacewatch             |
| 317420 | 2002 PG197             | 1 d'agost de 1998      | Caussols             | ODAS                   |
| 317421 | 2002 PM198             | 12 d'abril de 2005     | Kitt Peak            | Spacewatch             |
| 317422 | 2002 PE199             | 21 de maig de 2006     | Kitt Peak            | Spacewatch             |
| 317423 | 2002 QA8               | 19 d'agost de 2002     | Palomar              | NEAT                   |
| 317424 | 2002 QV10              | 24 d'agost de 2002     | Palomar              | NEAT                   |
| 317425 | 2002 QW10              | 24 d'agost de 2002     | Palomar              | NEAT                   |
| 317426 | 2002 QT15              | 21 d'agost de 2002     | Palomar              | NEAT                   |
| 317427 | 2002 QX17              | 28 d'agost de 2002     | Palomar              | NEAT                   |
| 317428 | 2002 QX18              | 26 d'agost de 2002     | Palomar              | NEAT                   |
| 317429 | 2002 QH23              | 27 d'agost de 2002     | Palomar              | NEAT                   |
| 317430 | 2002 QE25              | 27 d'agost de 2002     | Palomar              | NEAT                   |
| 317431 | 2002 QW25              | 29 d'agost de 2002     | Kitt Peak            | Spacewatch             |
| 317432 | 2002 QB29              | 29 d'agost de 2002     | Kitt Peak            | Spacewatch             |
| 317433 | 2002 QS33              | 29 d'agost de 2002     | Palomar              | NEAT                   |
| 317434 | 2002 QX35              | 29 d'agost de 2002     | Palomar              | NEAT                   |
| 317435 | 2002 QN49              | 30 d'agost de 2002     | Palomar              | R. Matson              |
| 317436 | 2002 QJ51              | 16 d'agost de 2002     | Palomar              | A. Lowe                |
| 317437 | 2002 QN60              | 16 d'agost de 2002     | Palomar              | NEAT                   |
| 317438 | 2002 QQ77              | 29 d'agost de 2002     | Palomar              | NEAT                   |
| 317439 | 2002 QM80              | 28 d'agost de 2002     | Palomar              | NEAT                   |
| 317440 | 2002 QH82              | 29 d'agost de 2002     | Palomar              | NEAT                   |
| 317441 | 2002 QR91              | 30 d'agost de 2002     | Palomar              | NEAT                   |
| 317442 | 2002 QY102             | 19 d'agost de 2002     | Palomar              | NEAT                   |
| 317443 | 2002 QC110             | 17 d'agost de 2002     | Palomar              | NEAT                   |
| 317444 | 2002 QZ110             | 17 d'agost de 2002     | Palomar              | NEAT                   |
| 317445 | 2002 QG112             | 17 d'agost de 2002     | Palomar              | NEAT                   |
| 317446 | 2002 QY113             | 27 d'agost de 2002     | Palomar              | NEAT                   |
| 317447 | 2002 QF124             | 16 d'agost de 2002     | Palomar              | NEAT                   |
| 317448 | 2002 QH125             | 27 d'octubre de 2003   | Anderson Mesa        | LONEOS                 |
| 317449 | 2002 QJ137             | 13 de setembre de 2007 | Mount Lemmon         | Mt. Lemmon Survey      |
| 317450 | 2002 QM137             | 21 d'agost de 2006     | Kitt Peak            | Spacewatch             |
| 317451 | 2002 QR138             | 17 d'agost de 2002     | Palomar              | NEAT                   |
| 317452 | 2002 QT140             | 7 d'agost de 2010      | XuYi                 | PMO NEO Survey Program |
| 317453 | 2002 QK146             | 30 de novembre de 2008 | Kitt Peak            | Spacewatch             |
| 317454 | 2002 QT146             | 23 de març de 2006     | Kitt Peak            | Spacewatch             |
| 317455 | 2002 QE149             | 28 de juliol de 2009   | Kitt Peak            | Spacewatch             |
| 317456 | 2002 RP                | 2 de setembre de 2002  | Ondrejov             | P. Kusnirak            |
| 317457 | 2002 RH11              | 4 de setembre de 2002  | Palomar              | NEAT                   |
| 317458 | 2002 RJ18              | 4 de setembre de 2002  | Anderson Mesa        | LONEOS                 |
| 317459 | 2002 RY21              | 4 de setembre de 2002  | Anderson Mesa        | LONEOS                 |
| 317460 | 2002 RF50              | 5 de setembre de 2002  | Socorro              | LINEAR                 |
| 317461 | 2002 RG60              | 5 de setembre de 2002  | Socorro              | LINEAR                 |
| 317462 | 2002 RS68              | 4 de setembre de 2002  | Anderson Mesa        | LONEOS                 |
| 317463 | 2002 RF123             | 8 de setembre de 2002  | Haleakala            | NEAT                   |
| 317464 | 2002 RL127             | 10 de setembre de 2002 | Palomar              | NEAT                   |
| 317465 | 2002 RY129             | 10 de setembre de 2002 | Palomar              | NEAT                   |
| 317466 | 2002 RK137             | 12 de setembre de 2002 | Palomar              | NEAT                   |
| 317467 | 2002 RL142             | 11 de setembre de 2002 | Palomar              | NEAT                   |
| 317468 | 2002 RM142             | 11 de setembre de 2002 | Palomar              | NEAT                   |
| 317469 | 2002 RJ143             | 11 de setembre de 2002 | Palomar              | NEAT                   |
| 317470 | 2002 RK147             | 11 de setembre de 2002 | Palomar              | NEAT                   |
| 317471 | 2002 RV158             | 11 de setembre de 2002 | Palomar              | NEAT                   |
| 317472 | 2002 RX163             | 12 de setembre de 2002 | Palomar              | NEAT                   |
| 317473 | 2002 RW173             | 13 de setembre de 2002 | Palomar              | NEAT                   |
| 317474 | 2002 RE175             | 13 de setembre de 2002 | Palomar              | NEAT                   |
| 317475 | 2002 RH192             | 12 de setembre de 2002 | Palomar              | NEAT                   |
| 317476 | 2002 RX192             | 12 de setembre de 2002 | Palomar              | NEAT                   |
| 317477 | 2002 RT198             | 13 de setembre de 2002 | Palomar              | NEAT                   |
| 317478 | 2002 RF216             | 13 de setembre de 2002 | Anderson Mesa        | LONEOS                 |
| 317479 | 2002 RT219             | 15 de setembre de 2002 | Palomar              | NEAT                   |
| 317480 | 2002 RV239             | 1 de setembre de 2002  | Palomar              | S. F. Hoenig           |
| 317481 | 2002 RO248             | 14 de setembre de 2002 | Palomar              | NEAT                   |
| 317482 | 2002 RQ262             | 13 de setembre de 2002 | Palomar              | NEAT                   |
| 317483 | 2002 RX264             | 15 de setembre de 2002 | Palomar              | NEAT                   |
| 317484 | 2002 RS271             | 4 de setembre de 2002  | Palomar              | NEAT                   |
| 317485 | 2002 RD283             | 15 de setembre de 2002 | Palomar              | NEAT                   |
| 317486 | 2002 RH290             | 17 de gener de 2005    | Kitt Peak            | Spacewatch             |
| 317487 | 2002 RW290             | 9 d'abril de 2005      | Anderson Mesa        | LONEOS                 |
| 317488 | 2002 SX5               | 27 de setembre de 2002 | Palomar              | NEAT                   |
| 317489 | 2002 SD8               | 27 de setembre de 2002 | Palomar              | NEAT                   |
| 317490 | 2002 SJ9               | 27 de setembre de 2002 | Palomar              | NEAT                   |
| 317491 | 2002 SO11              | 27 de setembre de 2002 | Palomar              | NEAT                   |
| 317492 | 2002 SL17              | 26 de setembre de 2002 | Palomar              | NEAT                   |
| 317493 | 2002 SU34              | 29 de setembre de 2002 | Haleakala            | NEAT                   |
| 317494 | 2002 SL39              | 30 de setembre de 2002 | Socorro              | LINEAR                 |
| 317495 | 2002 SO51              | 17 de setembre de 2002 | Haleakala            | NEAT                   |
| 317496 | 2002 SO52              | 17 de setembre de 2002 | Palomar              | NEAT                   |
| 317497 | 2002 SD69              | 26 de setembre de 2002 | Palomar              | NEAT                   |
| 317498 | 2002 SJ70              | 26 de setembre de 2002 | Palomar              | NEAT                   |
| 317499 | 2002 TW                | 1 d'octubre de 2002    | Anderson Mesa        | LONEOS                 |
| 317500 | 2002 TN1               | 1 d'octubre de 2002    | Anderson Mesa        | LONEOS                 |

## 317501-317600
| Nom    | Designació provisional | Data de descobriment   | Lloc de descobriment | Descobridor/s            |
| ------ | ---------------------- | ---------------------- | -------------------- | ------------------------ |
| 317501 | 2002 TZ3               | 1 d'octubre de 2002    | Anderson Mesa        | LONEOS                   |
| 317502 | 2002 TK5               | 1 d'octubre de 2002    | Socorro              | LINEAR                   |
| 317503 | 2002 TS10              | 2 d'octubre de 2002    | Socorro              | LINEAR                   |
| 317504 | 2002 TJ15              | 2 d'octubre de 2002    | Socorro              | LINEAR                   |
| 317505 | 2002 TH18              | 2 d'octubre de 2002    | Socorro              | LINEAR                   |
| 317506 | 2002 TO22              | 2 d'octubre de 2002    | Socorro              | LINEAR                   |
| 317507 | 2002 TM31              | 2 d'octubre de 2002    | Socorro              | LINEAR                   |
| 317508 | 2002 TQ31              | 2 d'octubre de 2002    | Socorro              | LINEAR                   |
| 317509 | 2002 TO33              | 2 d'octubre de 2002    | Socorro              | LINEAR                   |
| 317510 | 2002 TJ54              | 2 d'octubre de 2002    | Socorro              | LINEAR                   |
| 317511 | 2002 TX67              | 5 d'octubre de 2002    | Socorro              | LINEAR                   |
| 317512 | 2002 TL71              | 3 d'octubre de 2002    | Palomar              | NEAT                     |
| 317513 | 2002 TT72              | 3 d'octubre de 2002    | Palomar              | NEAT                     |
| 317514 | 2002 TQ75              | 1 d'octubre de 2002    | Anderson Mesa        | LONEOS                   |
| 317515 | 2002 TF82              | 1 d'octubre de 2002    | Haleakala            | NEAT                     |
| 317516 | 2002 TN87              | 3 d'octubre de 2002    | Socorro              | LINEAR                   |
| 317517 | 2002 TK101             | 4 d'octubre de 2002    | Socorro              | LINEAR                   |
| 317518 | 2002 TX123             | 4 d'octubre de 2002    | Palomar              | NEAT                     |
| 317519 | 2002 TS142             | 4 d'octubre de 2002    | Socorro              | LINEAR                   |
| 317520 | 2002 TR147             | 4 d'octubre de 2002    | Palomar              | NEAT                     |
| 317521 | 2002 TM148             | 5 d'octubre de 2002    | Palomar              | NEAT                     |
| 317522 | 2002 TS162             | 5 d'octubre de 2002    | Palomar              | NEAT                     |
| 317523 | 2002 TE174             | 4 d'octubre de 2002    | Socorro              | LINEAR                   |
| 317524 | 2002 TK184             | 4 d'octubre de 2002    | Socorro              | LINEAR                   |
| 317525 | 2002 TL197             | 4 d'octubre de 2002    | Socorro              | LINEAR                   |
| 317526 | 2002 TV204             | 4 d'octubre de 2002    | Socorro              | LINEAR                   |
| 317527 | 2002 TM226             | 8 d'octubre de 2002    | Anderson Mesa        | LONEOS                   |
| 317528 | 2002 TP236             | 6 d'octubre de 2002    | Socorro              | LINEAR                   |
| 317529 | 2002 TR239             | 9 d'octubre de 2002    | Socorro              | LINEAR                   |
| 317530 | 2002 TE269             | 9 d'octubre de 2002    | Socorro              | LINEAR                   |
| 317531 | 2002 TB280             | 10 d'octubre de 2002   | Socorro              | LINEAR                   |
| 317532 | 2002 TP288             | 10 d'octubre de 2002   | Socorro              | LINEAR                   |
| 317533 | 2002 TS307             | 4 d'octubre de 2002    | Apache Point         | Sloan Digital Sky Survey |
| 317534 | 2002 TR309             | 4 d'octubre de 2002    | Apache Point         | Sloan Digital Sky Survey |
| 317535 | 2002 TR312             | 4 d'octubre de 2002    | Apache Point         | Sloan Digital Sky Survey |
| 317536 | 2002 TJ324             | 5 d'octubre de 2002    | Apache Point         | Sloan Digital Sky Survey |
| 317537 | 2002 TK326             | 5 d'octubre de 2002    | Apache Point         | Sloan Digital Sky Survey |
| 317538 | 2002 TS350             | 10 d'octubre de 2002   | Apache Point         | Sloan Digital Sky Survey |
| 317539 | 2002 TG351             | 10 d'octubre de 2002   | Apache Point         | Sloan Digital Sky Survey |
| 317540 | 2002 TR356             | 10 d'octubre de 2002   | Apache Point         | Sloan Digital Sky Survey |
| 317541 | 2002 UC                | 16 d'octubre de 2002   | Palomar              | NEAT                     |
| 317542 | 2002 UH4               | 28 d'octubre de 2002   | Socorro              | LINEAR                   |
| 317543 | 2002 UB5               | 26 d'octubre de 2002   | Haleakala            | NEAT                     |
| 317544 | 2002 UC8               | 28 d'octubre de 2002   | Palomar              | NEAT                     |
| 317545 | 2002 UH12              | 30 d'octubre de 2002   | Haleakala            | NEAT                     |
| 317546 | 2002 UE15              | 30 d'octubre de 2002   | Socorro              | LINEAR                   |
| 317547 | 2002 UW18              | 30 d'octubre de 2002   | Kitt Peak            | Spacewatch               |
| 317548 | 2002 UQ30              | 30 d'octubre de 2002   | Kitt Peak            | Spacewatch               |
| 317549 | 2002 UM34              | 30 d'octubre de 2002   | Palomar              | NEAT                     |
| 317550 | 2002 UE39              | 31 d'octubre de 2002   | Palomar              | NEAT                     |
| 317551 | 2002 UP40              | 31 d'octubre de 2002   | Socorro              | LINEAR                   |
| 317552 | 2002 UD41              | 31 d'octubre de 2002   | Palomar              | NEAT                     |
| 317553 | 2002 UM45              | 31 d'octubre de 2002   | Socorro              | LINEAR                   |
| 317554 | 2002 UD60              | 29 d'octubre de 2002   | Apache Point         | Sloan Digital Sky Survey |
| 317555 | 2002 UH72              | 30 d'octubre de 2002   | Palomar              | NEAT                     |
| 317556 | 2002 UA78              | 31 d'octubre de 2002   | Palomar              | NEAT                     |
| 317557 | 2002 VD3               | 1 de novembre de 2002  | Palomar              | NEAT                     |
| 317558 | 2002 VF7               | 4 de novembre de 2002  | Palomar              | NEAT                     |
| 317559 | 2002 VC19              | 4 de novembre de 2002  | Palomar              | NEAT                     |
| 317560 | 2002 VN19              | 4 de novembre de 2002  | Palomar              | NEAT                     |
| 317561 | 2002 VY44              | 5 de novembre de 2002  | Anderson Mesa        | LONEOS                   |
| 317562 | 2002 VE47              | 5 de novembre de 2002  | Palomar              | NEAT                     |
| 317563 | 2002 VD62              | 5 de novembre de 2002  | Socorro              | LINEAR                   |
| 317564 | 2002 VG72              | 7 de novembre de 2002  | Socorro              | LINEAR                   |
| 317565 | 2002 VR73              | 7 de novembre de 2002  | Socorro              | LINEAR                   |
| 317566 | 2002 VS107             | 12 de novembre de 2002 | Socorro              | LINEAR                   |
| 317567 | 2002 VV109             | 12 de novembre de 2002 | Socorro              | LINEAR                   |
| 317568 | 2002 VL114             | 13 de novembre de 2002 | Palomar              | NEAT                     |
| 317569 | 2002 VY115             | 11 de novembre de 2002 | Socorro              | LINEAR                   |
| 317570 | 2002 VO118             | 12 de novembre de 2002 | Anderson Mesa        | LONEOS                   |
| 317571 | 2002 VB120             | 12 de novembre de 2002 | Socorro              | LINEAR                   |
| 317572 | 2002 VG125             | 13 de novembre de 2002 | Palomar              | NEAT                     |
| 317573 | 2002 VS126             | 13 de novembre de 2002 | Palomar              | NEAT                     |
| 317574 | 2002 VE140             | 11 de novembre de 2002 | Palomar              | NEAT                     |
| 317575 | 2002 VZ142             | 14 de novembre de 2002 | Palomar              | NEAT                     |
| 317576 | 2002 VQ143             | 15 de novembre de 2002 | Palomar              | NEAT                     |
| 317577 | 2002 VX143             | 4 de novembre de 2002  | Palomar              | NEAT                     |
| 317578 | 2002 VB145             | 4 de novembre de 2002  | Palomar              | NEAT                     |
| 317579 | 2002 WD11              | 27 de novembre de 2002 | Anderson Mesa        | LONEOS                   |
| 317580 | 2002 WV13              | 28 de novembre de 2002 | Anderson Mesa        | LONEOS                   |
| 317581 | 2002 WX14              | 28 de novembre de 2002 | Anderson Mesa        | LONEOS                   |
| 317582 | 2002 WL15              | 28 de novembre de 2002 | Anderson Mesa        | LONEOS                   |
| 317583 | 2002 WW19              | 24 de novembre de 2002 | Palomar              | S. F. Hoenig             |
| 317584 | 2002 WH26              | 16 de novembre de 2002 | Palomar              | NEAT                     |
| 317585 | 2002 WW27              | 24 de novembre de 2002 | Palomar              | NEAT                     |
| 317586 | 2002 XG9               | 2 de desembre de 2002  | Socorro              | LINEAR                   |
| 317587 | 2002 XN11              | 3 de desembre de 2002  | Palomar              | NEAT                     |
| 317588 | 2002 XO13              | 3 de desembre de 2002  | Palomar              | NEAT                     |
| 317589 | 2002 XA20              | 2 de desembre de 2002  | Socorro              | LINEAR                   |
| 317590 | 2002 XW20              | 2 de desembre de 2002  | Socorro              | LINEAR                   |
| 317591 | 2002 XX23              | 5 de desembre de 2002  | Socorro              | LINEAR                   |
| 317592 | 2002 XK29              | 5 de desembre de 2002  | Fountain Hills       | Fountain Hills           |
| 317593 | 2002 XT31              | 6 de desembre de 2002  | Socorro              | LINEAR                   |
| 317594 | 2002 XW38              | 9 de desembre de 2002  | Kitt Peak            | Spacewatch               |
| 317595 | 2002 XJ39              | 9 de desembre de 2002  | Desert Eagle         | W. K. Y. Yeung           |
| 317596 | 2002 XK39              | 9 de desembre de 2002  | Desert Eagle         | W. K. Y. Yeung           |
| 317597 | 2002 XO42              | 7 de desembre de 2002  | Socorro              | LINEAR                   |
| 317598 | 2002 XL52              | 10 de desembre de 2002 | Socorro              | LINEAR                   |
| 317599 | 2002 XG69              | 13 de desembre de 2002 | Socorro              | LINEAR                   |
| 317600 | 2002 XE74              | 11 de desembre de 2002 | Socorro              | LINEAR                   |

## 317601-317700
| Nom    | Designació provisional | Data de descobriment   | Lloc de descobriment | Descobridor/s         |
| ------ | ---------------------- | ---------------------- | -------------------- | --------------------- |
| 317601 | 2002 XZ75              | 11 de desembre de 2002 | Socorro              | LINEAR                |
| 317602 | 2002 XM94              | 2 de desembre de 2002  | Socorro              | LINEAR                |
| 317603 | 2002 XA112             | 6 de desembre de 2002  | Socorro              | LINEAR                |
| 317604 | 2002 XZ113             | 11 de desembre de 2002 | Socorro              | LINEAR                |
| 317605 | 2002 YG12              | 31 de desembre de 2002 | Socorro              | LINEAR                |
| 317606 | 2002 YQ15              | 31 de desembre de 2002 | Socorro              | LINEAR                |
| 317607 | 2002 YA25              | 31 de desembre de 2002 | Socorro              | LINEAR                |
| 317608 | 2003 AS7               | 2 de gener de 2003     | Socorro              | LINEAR                |
| 317609 | 2003 AW18              | 3 de gener de 2003     | Socorro              | LINEAR                |
| 317610 | 2003 AO21              | 5 de gener de 2003     | Socorro              | LINEAR                |
| 317611 | 2003 AY40              | 7 de gener de 2003     | Socorro              | LINEAR                |
| 317612 | 2003 AV47              | 5 de gener de 2003     | Socorro              | LINEAR                |
| 317613 | 2003 AW50              | 5 de gener de 2003     | Socorro              | LINEAR                |
| 317614 | 2003 AZ55              | 5 de gener de 2003     | Socorro              | LINEAR                |
| 317615 | 2003 AS56              | 5 de gener de 2003     | Socorro              | LINEAR                |
| 317616 | 2003 AW68              | 9 de gener de 2003     | Socorro              | LINEAR                |
| 317617 | 2003 AC73              | 11 de gener de 2003    | Socorro              | LINEAR                |
| 317618 | 2003 BR13              | 26 de gener de 2003    | Haleakala            | NEAT                  |
| 317619 | 2003 BR16              | 26 de gener de 2003    | Haleakala            | NEAT                  |
| 317620 | 2003 BL31              | 27 de gener de 2003    | Socorro              | LINEAR                |
| 317621 | 2003 BK35              | 27 de gener de 2003    | Palomar              | NEAT                  |
| 317622 | 2003 BG42              | 27 de gener de 2003    | Haleakala            | NEAT                  |
| 317623 | 2003 BP64              | 29 de gener de 2003    | Kitt Peak            | Spacewatch            |
| 317624 | 2003 BN73              | 29 de gener de 2003    | Palomar              | NEAT                  |
| 317625 | 2003 BV75              | 29 de gener de 2003    | Palomar              | NEAT                  |
| 317626 | 2003 BP76              | 29 de gener de 2003    | Palomar              | NEAT                  |
| 317627 | 2003 BX78              | 31 de gener de 2003    | Palomar              | NEAT                  |
| 317628 | 2003 BD83              | 31 de gener de 2003    | Socorro              | LINEAR                |
| 317629 | 2003 CT2               | 2 de febrer de 2003    | Socorro              | LINEAR                |
| 317630 | 2003 CX14              | 4 de febrer de 2003    | Anderson Mesa        | LONEOS                |
| 317631 | 2003 CB20              | 11 de febrer de 2003   | La Silla             | R. Michelsen, G. Masi |
| 317632 | 2003 CM20              | 9 de febrer de 2003    | Palomar              | NEAT                  |
| 317633 | 2003 CY20              | 13 de febrer de 2003   | La Silla             | R. Michelsen, G. Masi |
| 317634 | 2003 CL25              | 2 de febrer de 2003    | Anderson Mesa        | LONEOS                |
| 317635 | 2003 DO6               | 22 de febrer de 2003   | Palomar              | NEAT                  |
| 317636 | 2003 DK11              | 24 de febrer de 2003   | Campo Imperatore     | CINEOS                |
| 317637 | 2003 EZ1               | 5 de març de 2003      | Socorro              | LINEAR                |
| 317638 | 2003 EQ11              | 6 de març de 2003      | Socorro              | LINEAR                |
| 317639 | 2003 EB23              | 6 de març de 2003      | Socorro              | LINEAR                |
| 317640 | 2003 ER23              | 6 de març de 2003      | Socorro              | LINEAR                |
| 317641 | 2003 EH30              | 6 de març de 2003      | Palomar              | NEAT                  |
| 317642 | 2003 EX40              | 8 de març de 2003      | Palomar              | NEAT                  |
| 317643 | 2003 FH1               | 24 de març de 2003     | Socorro              | LINEAR                |
| 317644 | 2003 FU1               | 24 de març de 2003     | Kitt Peak            | Spacewatch            |
| 317645 | 2003 FT11              | 23 de març de 2003     | Kitt Peak            | Spacewatch            |
| 317646 | 2003 FY21              | 25 de març de 2003     | Kitt Peak            | Spacewatch            |
| 317647 | 2003 FE27              | 24 de març de 2003     | Kitt Peak            | Spacewatch            |
| 317648 | 2003 FM30              | 25 de març de 2003     | Haleakala            | NEAT                  |
| 317649 | 2003 FM34              | 23 de març de 2003     | Kitt Peak            | Spacewatch            |
| 317650 | 2003 FD46              | 24 de març de 2003     | Kitt Peak            | Spacewatch            |
| 317651 | 2003 FU61              | 26 de març de 2003     | Palomar              | NEAT                  |
| 317652 | 2003 FV62              | 26 de març de 2003     | Palomar              | NEAT                  |
| 317653 | 2003 FO76              | 27 de març de 2003     | Palomar              | NEAT                  |
| 317654 | 2003 FT79              | 27 de març de 2003     | Palomar              | NEAT                  |
| 317655 | 2003 FU85              | 28 de març de 2003     | Anderson Mesa        | LONEOS                |
| 317656 | 2003 FO105             | 26 de març de 2003     | Palomar              | NEAT                  |
| 317657 | 2003 FT106             | 27 de març de 2003     | Anderson Mesa        | LONEOS                |
| 317658 | 2003 FH112             | 31 de març de 2003     | Kitt Peak            | Spacewatch            |
| 317659 | 2003 FY117             | 7 de març de 2003      | Anderson Mesa        | LONEOS                |
| 317660 | 2003 FN118             | 26 de març de 2003     | Anderson Mesa        | LONEOS                |
| 317661 | 2003 FR120             | 24 de març de 2003     | Kitt Peak            | Spacewatch            |
| 317662 | 2003 FY122             | 31 de març de 2003     | Cerro Tololo         | Deep Lens Survey      |
| 317663 | 2003 FS124             | 30 de març de 2003     | Kitt Peak            | M. W. Buie            |
| 317664 | 2003 FJ131             | 24 de març de 2003     | Haleakala            | NEAT                  |
| 317665 | 2003 GF16              | 2 d'abril de 2003      | Haleakala            | NEAT                  |
| 317666 | 2003 GV25              | 4 d'abril de 2003      | Kitt Peak            | Spacewatch            |
| 317667 | 2003 GW26              | 4 d'abril de 2003      | Kitt Peak            | Spacewatch            |
| 317668 | 2003 GA38              | 8 d'abril de 2003      | Kitt Peak            | Spacewatch            |
| 317669 | 2003 HE4               | 24 d'abril de 2003     | Anderson Mesa        | LONEOS                |
| 317670 | 2003 HZ13              | 25 d'abril de 2003     | Campo Imperatore     | CINEOS                |
| 317671 | 2003 HL19              | 26 d'abril de 2003     | Kitt Peak            | Spacewatch            |
| 317672 | 2003 HU39              | 29 d'abril de 2003     | Socorro              | LINEAR                |
| 317673 | 2003 HR42              | 30 d'abril de 2003     | Socorro              | LINEAR                |
| 317674 | 2003 HO50              | 30 d'abril de 2003     | Haleakala            | NEAT                  |
| 317675 | 2003 HX58              | 29 d'abril de 2003     | Kitt Peak            | Spacewatch            |
| 317676 | 2003 JB3               | 1 de maig de 2003      | Kitt Peak            | Spacewatch            |
| 317677 | 2003 JL5               | 1 de maig de 2003      | Socorro              | LINEAR                |
| 317678 | 2003 JH18              | 1 de maig de 2003      | Kitt Peak            | Spacewatch            |
| 317679 | 2003 KT                | 20 de maig de 2003     | Reedy Creek          | J. Broughton          |
| 317680 | 2003 KU3               | 22 de maig de 2003     | Reedy Creek          | J. Broughton          |
| 317681 | 2003 KQ7               | 25 de maig de 2003     | Kitt Peak            | Spacewatch            |
| 317682 | 2003 KX32              | 27 de maig de 2003     | Kitt Peak            | Spacewatch            |
| 317683 | 2003 MS                | 22 de juny de 2003     | Anderson Mesa        | LONEOS                |
| 317684 | 2003 MY5               | 26 de juny de 2003     | Socorro              | LINEAR                |
| 317685 | 2003 NO4               | 5 de juliol de 2003    | Socorro              | LINEAR                |
| 317686 | 2003 NZ10              | 3 de juliol de 2003    | Kitt Peak            | Spacewatch            |
| 317687 | 2003 OD5               | 22 de juliol de 2003   | Haleakala            | NEAT                  |
| 317688 | 2003 OD8               | 25 de juliol de 2003   | Reedy Creek          | J. Broughton          |
| 317689 | 2003 OF12              | 22 de juliol de 2003   | Palomar              | NEAT                  |
| 317690 | 2003 OA17              | 28 de juliol de 2003   | Campo Imperatore     | CINEOS                |
| 317691 | 2003 OG23              | 31 de juliol de 2003   | Campo Imperatore     | CINEOS                |
| 317692 | 2003 OF24              | 24 de juliol de 2003   | Palomar              | NEAT                  |
| 317693 | 2003 OP24              | 24 de juliol de 2003   | Palomar              | NEAT                  |
| 317694 | 2003 OK26              | 24 de juliol de 2003   | Palomar              | NEAT                  |
| 317695 | 2003 OA33              | 24 de juliol de 2003   | Palomar              | NEAT                  |
| 317696 | 2003 PF5               | 4 d'agost de 2003      | Socorro              | LINEAR                |
| 317697 | 2003 PO5               | 1 d'agost de 2003      | Socorro              | LINEAR                |
| 317698 | 2003 PF6               | 1 d'agost de 2003      | Socorro              | LINEAR                |
| 317699 | 2003 PP9               | 1 d'agost de 2003      | Socorro              | LINEAR                |
| 317700 | 2003 QY                | 19 d'agost de 2003     | Pla D'Arguines       | Pla D'Arguines        |

## 317701-317800
| Nom                | Designació provisional | Data de descobriment   | Lloc de descobriment | Descobridor/s |
| ------------------ | ---------------------- | ---------------------- | -------------------- | ------------- |
| 317701             | 2003 QZ2               | 19 d'agost de 2003     | Campo Imperatore     | CINEOS        |
| 317702             | 2003 QN3               | 17 d'agost de 2003     | Wise                 | D. Polishook  |
| 317703             | 2003 QS6               | 20 d'agost de 2003     | Palomar              | NEAT          |
| 317704             | 2003 QJ8               | 20 d'agost de 2003     | Palomar              | NEAT          |
| 317705             | 2003 QW8               | 20 d'agost de 2003     | Campo Imperatore     | CINEOS        |
| 317706             | 2003 QP15              | 20 d'agost de 2003     | Palomar              | NEAT          |
| 317707             | 2003 QO18              | 22 d'agost de 2003     | Palomar              | NEAT          |
| 317708             | 2003 QL19              | 22 d'agost de 2003     | Haleakala            | NEAT          |
| 317709             | 2003 QM20              | 22 d'agost de 2003     | Palomar              | NEAT          |
| 317710             | 2003 QM25              | 22 d'agost de 2003     | Palomar              | NEAT          |
| 317711             | 2003 QK26              | 22 d'agost de 2003     | Haleakala            | NEAT          |
| 317712             | 2003 QO26              | 22 d'agost de 2003     | Haleakala            | NEAT          |
| 317713             | 2003 QG28              | 21 d'agost de 2003     | Campo Imperatore     | CINEOS        |
| 317714             | 2003 QN28              | 22 d'agost de 2003     | Palomar              | NEAT          |
| 317715 Guydetienne | 2003 QJ31              | 24 d'agost de 2003     | Saint-Sulpice        | Saint-Sulpice |
| 317716             | 2003 QR32              | 21 d'agost de 2003     | Palomar              | NEAT          |
| 317717             | 2003 QB33              | 21 d'agost de 2003     | Campo Imperatore     | CINEOS        |
| 317718             | 2003 QJ40              | 22 d'agost de 2003     | Socorro              | LINEAR        |
| 317719             | 2003 QX40              | 26 de juliol de 2003   | Palomar              | NEAT          |
| 317720             | 2003 QP41              | 22 d'agost de 2003     | Socorro              | LINEAR        |
| 317721             | 2003 QR43              | 22 d'agost de 2003     | Palomar              | NEAT          |
| 317722             | 2003 QE48              | 20 d'agost de 2003     | Palomar              | NEAT          |
| 317723             | 2003 QT48              | 21 d'agost de 2003     | Palomar              | NEAT          |
| 317724             | 2003 QC49              | 22 d'agost de 2003     | Palomar              | NEAT          |
| 317725             | 2003 QS54              | 23 d'agost de 2003     | Socorro              | LINEAR        |
| 317726             | 2003 QU67              | 24 d'agost de 2003     | Socorro              | LINEAR        |
| 317727             | 2003 QP86              | 25 d'agost de 2003     | Cerro Tololo         | M. W. Buie    |
| 317728             | 2003 QY93              | 28 d'agost de 2003     | Haleakala            | NEAT          |
| 317729             | 2003 QY119             | 28 d'agost de 2003     | Palomar              | NEAT          |
| 317730             | 2003 RP                | 1 de setembre de 2003  | Socorro              | LINEAR        |
| 317731             | 2003 RO1               | 2 de setembre de 2003  | Reedy Creek          | J. Broughton  |
| 317732             | 2003 RG16              | 15 de setembre de 2003 | Haleakala            | NEAT          |
| 317733             | 2003 RF23              | 13 de setembre de 2003 | Haleakala            | NEAT          |
| 317734             | 2003 RV24              | 15 de setembre de 2003 | Palomar              | NEAT          |
| 317735             | 2003 SF3               | 16 de setembre de 2003 | Palomar              | NEAT          |
| 317736             | 2003 SD4               | 16 de setembre de 2003 | Kitt Peak            | Spacewatch    |
| 317737             | 2003 SN8               | 16 de setembre de 2003 | Kitt Peak            | Spacewatch    |
| 317738             | 2003 SM12              | 16 de setembre de 2003 | Palomar              | NEAT          |
| 317739             | 2003 SR12              | 16 de setembre de 2003 | Kitt Peak            | Spacewatch    |
| 317740             | 2003 SY13              | 16 de setembre de 2003 | Haleakala            | NEAT          |
| 317741             | 2003 SS15              | 16 de setembre de 2003 | Kitt Peak            | Spacewatch    |
| 317742             | 2003 SN25              | 17 de setembre de 2003 | Kitt Peak            | Spacewatch    |
| 317743             | 2003 SM35              | 18 de setembre de 2003 | Palomar              | NEAT          |
| 317744             | 2003 SY35              | 18 de setembre de 2003 | Socorro              | LINEAR        |
| 317745             | 2003 SF38              | 16 de setembre de 2003 | Palomar              | NEAT          |
| 317746             | 2003 SS45              | 16 de setembre de 2003 | Anderson Mesa        | LONEOS        |
| 317747             | 2003 SW48              | 18 de setembre de 2003 | Palomar              | NEAT          |
| 317748             | 2003 SY48              | 18 de setembre de 2003 | Palomar              | NEAT          |
| 317749             | 2003 ST57              | 16 de setembre de 2003 | Kitt Peak            | Spacewatch    |
| 317750             | 2003 SD58              | 17 de setembre de 2003 | Anderson Mesa        | LONEOS        |
| 317751             | 2003 SK58              | 17 de setembre de 2003 | Anderson Mesa        | LONEOS        |
| 317752             | 2003 ST61              | 17 de setembre de 2003 | Socorro              | LINEAR        |
| 317753             | 2003 SS68              | 17 de setembre de 2003 | Kitt Peak            | Spacewatch    |
| 317754             | 2003 SF70              | 17 de setembre de 2003 | Kitt Peak            | Spacewatch    |
| 317755             | 2003 SH72              | 18 de setembre de 2003 | Kitt Peak            | Spacewatch    |
| 317756             | 2003 SL72              | 18 de setembre de 2003 | Kitt Peak            | Spacewatch    |
| 317757             | 2003 SV75              | 18 de setembre de 2003 | Kitt Peak            | Spacewatch    |
| 317758             | 2003 SR77              | 19 de setembre de 2003 | Kitt Peak            | Spacewatch    |
| 317759             | 2003 SY77              | 19 de setembre de 2003 | Kitt Peak            | Spacewatch    |
| 317760             | 2003 SP80              | 19 de setembre de 2003 | Kitt Peak            | Spacewatch    |
| 317761             | 2003 SY81              | 17 de setembre de 2003 | Kitt Peak            | Spacewatch    |
| 317762             | 2003 SS88              | 18 de setembre de 2003 | Anderson Mesa        | LONEOS        |
| 317763             | 2003 SR89              | 18 de setembre de 2003 | Palomar              | NEAT          |
| 317764             | 2003 SW91              | 18 de setembre de 2003 | Palomar              | NEAT          |
| 317765             | 2003 SB93              | 18 de setembre de 2003 | Kitt Peak            | Spacewatch    |
| 317766             | 2003 SD96              | 19 de setembre de 2003 | Socorro              | LINEAR        |
| 317767             | 2003 SG104             | 20 de setembre de 2003 | Haleakala            | NEAT          |
| 317768             | 2003 SP104             | 20 de setembre de 2003 | Palomar              | NEAT          |
| 317769             | 2003 SA105             | 20 de setembre de 2003 | Palomar              | NEAT          |
| 317770             | 2003 SO117             | 16 de setembre de 2003 | Kitt Peak            | Spacewatch    |
| 317771             | 2003 SS117             | 16 de setembre de 2003 | Palomar              | NEAT          |
| 317772             | 2003 SR124             | 18 de setembre de 2003 | Kitt Peak            | Spacewatch    |
| 317773             | 2003 SN126             | 19 de setembre de 2003 | Haleakala            | NEAT          |
| 317774             | 2003 SW127             | 20 de setembre de 2003 | Socorro              | LINEAR        |
| 317775             | 2003 SE128             | 20 de setembre de 2003 | Kitt Peak            | Spacewatch    |
| 317776             | 2003 ST130             | 20 de setembre de 2003 | Socorro              | LINEAR        |
| 317777             | 2003 SM131             | 20 de setembre de 2003 | Socorro              | LINEAR        |
| 317778             | 2003 SP133             | 20 de setembre de 2003 | Socorro              | LINEAR        |
| 317779             | 2003 SE138             | 18 de setembre de 2003 | Campo Imperatore     | CINEOS        |
| 317780             | 2003 SU147             | 21 de setembre de 2003 | Kitt Peak            | Spacewatch    |
| 317781             | 2003 ST153             | 19 de setembre de 2003 | Anderson Mesa        | LONEOS        |
| 317782             | 2003 SN154             | 19 de setembre de 2003 | Anderson Mesa        | LONEOS        |
| 317783             | 2003 SG157             | 19 de setembre de 2003 | Anderson Mesa        | LONEOS        |
| 317784             | 2003 SA161             | 17 de setembre de 2003 | Palomar              | NEAT          |
| 317785             | 2003 SY161             | 18 de setembre de 2003 | Kitt Peak            | Spacewatch    |
| 317786             | 2003 SG162             | 19 de setembre de 2003 | Socorro              | LINEAR        |
| 317787             | 2003 SE163             | 19 de setembre de 2003 | Kitt Peak            | Spacewatch    |
| 317788             | 2003 SM164             | 20 de setembre de 2003 | Anderson Mesa        | LONEOS        |
| 317789             | 2003 SM165             | 20 de setembre de 2003 | Anderson Mesa        | LONEOS        |
| 317790             | 2003 SU171             | 18 de setembre de 2003 | Kitt Peak            | Spacewatch    |
| 317791             | 2003 SF172             | 18 de setembre de 2003 | Socorro              | LINEAR        |
| 317792             | 2003 ST173             | 18 de setembre de 2003 | Palomar              | NEAT          |
| 317793             | 2003 SD176             | 18 de setembre de 2003 | Palomar              | NEAT          |
| 317794             | 2003 SF179             | 19 de setembre de 2003 | Palomar              | NEAT          |
| 317795             | 2003 SR182             | 20 de setembre de 2003 | Campo Imperatore     | CINEOS        |
| 317796             | 2003 SX182             | 20 de setembre de 2003 | Campo Imperatore     | CINEOS        |
| 317797             | 2003 SN183             | 21 de setembre de 2003 | Kitt Peak            | Spacewatch    |
| 317798             | 2003 SS188             | 22 de setembre de 2003 | Anderson Mesa        | LONEOS        |
| 317799             | 2003 SL195             | 20 de setembre de 2003 | Palomar              | NEAT          |
| 317800             | 2003 SS198             | 21 de setembre de 2003 | Anderson Mesa        | LONEOS        |

## 317801-317900
| Nom          | Designació provisional | Data de descobriment   | Lloc de descobriment | Descobridor/s            |
| ------------ | ---------------------- | ---------------------- | -------------------- | ------------------------ |
| 317801       | 2003 ST206             | 26 de setembre de 2003 | Socorro              | LINEAR                   |
| 317802       | 2003 SV206             | 26 de setembre de 2003 | Socorro              | LINEAR                   |
| 317803       | 2003 SR207             | 26 de setembre de 2003 | Socorro              | LINEAR                   |
| 317804       | 2003 ST212             | 25 de setembre de 2003 | Haleakala            | NEAT                     |
| 317805       | 2003 SH216             | 26 de setembre de 2003 | Socorro              | LINEAR                   |
| 317806       | 2003 ST219             | 28 de setembre de 2003 | Desert Eagle         | W. K. Y. Yeung           |
| 317807       | 2003 SV221             | 26 de setembre de 2003 | Socorro              | LINEAR                   |
| 317808       | 2003 SK225             | 26 de setembre de 2003 | Socorro              | LINEAR                   |
| 317809 Marot | 2003 SL228             | 24 de setembre de 2003 | Saint-Sulpice        | Saint-Sulpice            |
| 317810       | 2003 SR228             | 26 de setembre de 2003 | Socorro              | LINEAR                   |
| 317811       | 2003 SR231             | 24 de setembre de 2003 | Palomar              | NEAT                     |
| 317812       | 2003 SX233             | 25 de setembre de 2003 | Palomar              | NEAT                     |
| 317813       | 2003 SF236             | 26 de setembre de 2003 | Socorro              | LINEAR                   |
| 317814       | 2003 SX248             | 26 de setembre de 2003 | Socorro              | LINEAR                   |
| 317815       | 2003 SD253             | 27 de setembre de 2003 | Kitt Peak            | Spacewatch               |
| 317816       | 2003 SH263             | 28 de setembre de 2003 | Socorro              | LINEAR                   |
| 317817       | 2003 SO264             | 28 de setembre de 2003 | Socorro              | LINEAR                   |
| 317818       | 2003 SU264             | 28 de setembre de 2003 | Socorro              | LINEAR                   |
| 317819       | 2003 SB265             | 28 de setembre de 2003 | Socorro              | LINEAR                   |
| 317820       | 2003 ST267             | 29 de setembre de 2003 | Kitt Peak            | Spacewatch               |
| 317821       | 2003 SP276             | 30 de setembre de 2003 | Uccle                | T. Pauwels               |
| 317822       | 2003 SV277             | 30 de setembre de 2003 | Socorro              | LINEAR                   |
| 317823       | 2003 SP282             | 19 de setembre de 2003 | Kitt Peak            | Spacewatch               |
| 317824       | 2003 SF284             | 20 de setembre de 2003 | Socorro              | LINEAR                   |
| 317825       | 2003 SX288             | 28 de setembre de 2003 | Socorro              | LINEAR                   |
| 317826       | 2003 SZ288             | 28 de setembre de 2003 | Socorro              | LINEAR                   |
| 317827       | 2003 SX307             | 27 de setembre de 2003 | Socorro              | LINEAR                   |
| 317828       | 2003 SE308             | 28 de setembre de 2003 | Kitt Peak            | Spacewatch               |
| 317829       | 2003 SK320             | 17 de setembre de 2003 | Kitt Peak            | Spacewatch               |
| 317830       | 2003 SZ320             | 18 de setembre de 2003 | Campo Imperatore     | CINEOS                   |
| 317831       | 2003 SC321             | 19 de setembre de 2003 | Campo Imperatore     | CINEOS                   |
| 317832       | 2003 SO325             | 17 de setembre de 2003 | Kitt Peak            | Spacewatch               |
| 317833       | 2003 SJ326             | 18 de setembre de 2003 | Kitt Peak            | Spacewatch               |
| 317834       | 2003 SP326             | 18 de setembre de 2003 | Kitt Peak            | Spacewatch               |
| 317835       | 2003 SH333             | 20 de setembre de 2003 | Palomar              | NEAT                     |
| 317836       | 2003 SK345             | 18 de setembre de 2003 | Palomar              | NEAT                     |
| 317837       | 2003 SS363             | 26 de setembre de 2003 | Apache Point         | Sloan Digital Sky Survey |
| 317838       | 2003 SL366             | 26 de setembre de 2003 | Apache Point         | Sloan Digital Sky Survey |
| 317839       | 2003 SZ366             | 26 de setembre de 2003 | Apache Point         | Sloan Digital Sky Survey |
| 317840       | 2003 SB404             | 27 de setembre de 2003 | Apache Point         | Sloan Digital Sky Survey |
| 317841       | 2003 SH420             | 28 de setembre de 2003 | Apache Point         | Sloan Digital Sky Survey |
| 317842       | 2003 SM423             | 27 de setembre de 2003 | Kitt Peak            | Spacewatch               |
| 317843       | 2003 SH424             | 25 de setembre de 2003 | Mauna Kea            | P. A. Wiegert            |
| 317844       | 2003 SU426             | 25 de setembre de 2003 | Mauna Kea            | P. A. Wiegert            |
| 317845       | 2003 SG428             | 17 de setembre de 2003 | Kitt Peak            | Spacewatch               |
| 317846       | 2003 SK428             | 17 de setembre de 2003 | Kitt Peak            | Spacewatch               |
| 317847       | 2003 SW432             | 21 de setembre de 2003 | Palomar              | NEAT                     |
| 317848       | 2003 TG7               | 1 d'octubre de 2003    | Anderson Mesa        | LONEOS                   |
| 317849       | 2003 TT10              | 14 d'octubre de 2003   | Palomar              | NEAT                     |
| 317850       | 2003 TE14              | 15 d'octubre de 2003   | Anderson Mesa        | LONEOS                   |
| 317851       | 2003 TC15              | 15 d'octubre de 2003   | Anderson Mesa        | LONEOS                   |
| 317852       | 2003 TQ15              | 15 d'octubre de 2003   | Anderson Mesa        | LONEOS                   |
| 317853       | 2003 TR17              | 15 d'octubre de 2003   | Palomar              | NEAT                     |
| 317854       | 2003 TU17              | 15 d'octubre de 2003   | Palomar              | NEAT                     |
| 317855       | 2003 TL27              | 1 d'octubre de 2003    | Kitt Peak            | Spacewatch               |
| 317856       | 2003 TC34              | 1 d'octubre de 2003    | Kitt Peak            | Spacewatch               |
| 317857       | 2003 TL36              | 1 d'octubre de 2003    | Kitt Peak            | Spacewatch               |
| 317858       | 2003 TQ38              | 2 d'octubre de 2003    | Kitt Peak            | Spacewatch               |
| 317859       | 2003 TM55              | 5 d'octubre de 2003    | Kitt Peak            | Spacewatch               |
| 317860       | 2003 UT                | 16 d'octubre de 2003   | Socorro              | LINEAR                   |
| 317861       | 2003 UC2               | 16 d'octubre de 2003   | Kitt Peak            | Spacewatch               |
| 317862       | 2003 UE18              | 19 d'octubre de 2003   | Palomar              | NEAT                     |
| 317863       | 2003 UT23              | 22 d'octubre de 2003   | Kitt Peak            | Spacewatch               |
| 317864       | 2003 UC26              | 20 d'octubre de 2003   | Socorro              | LINEAR                   |
| 317865       | 2003 UU27              | 22 d'octubre de 2003   | Goodricke-Pigott     | R. A. Tucker             |
| 317866       | 2003 UR28              | 20 d'octubre de 2003   | Palomar              | NEAT                     |
| 317867       | 2003 UR34              | 17 d'octubre de 2003   | Kitt Peak            | Spacewatch               |
| 317868       | 2003 UJ39              | 16 d'octubre de 2003   | Kitt Peak            | Spacewatch               |
| 317869       | 2003 UO39              | 16 d'octubre de 2003   | Kitt Peak            | Spacewatch               |
| 317870       | 2003 UQ47              | 24 d'octubre de 2003   | Haleakala            | NEAT                     |
| 317871       | 2003 UD52              | 18 d'octubre de 2003   | Palomar              | NEAT                     |
| 317872       | 2003 UG55              | 18 d'octubre de 2003   | Palomar              | NEAT                     |
| 317873       | 2003 UJ59              | 17 d'octubre de 2003   | Anderson Mesa        | LONEOS                   |
| 317874       | 2003 UJ67              | 16 d'octubre de 2003   | Kitt Peak            | Spacewatch               |
| 317875       | 2003 UX75              | 17 d'octubre de 2003   | Kitt Peak            | Spacewatch               |
| 317876       | 2003 UW78              | 18 d'octubre de 2003   | Kitt Peak            | Spacewatch               |
| 317877       | 2003 UQ93              | 18 d'octubre de 2003   | Kitt Peak            | Spacewatch               |
| 317878       | 2003 UY112             | 20 d'octubre de 2003   | Socorro              | LINEAR                   |
| 317879       | 2003 US113             | 20 d'octubre de 2003   | Socorro              | LINEAR                   |
| 317880       | 2003 UP115             | 20 d'octubre de 2003   | Palomar              | NEAT                     |
| 317881       | 2003 UT116             | 21 d'octubre de 2003   | Socorro              | LINEAR                   |
| 317882       | 2003 UA117             | 21 d'octubre de 2003   | Socorro              | LINEAR                   |
| 317883       | 2003 UB120             | 18 d'octubre de 2003   | Kitt Peak            | Spacewatch               |
| 317884       | 2003 UK122             | 19 d'octubre de 2003   | Kitt Peak            | Spacewatch               |
| 317885       | 2003 UU138             | 16 d'octubre de 2003   | Palomar              | NEAT                     |
| 317886       | 2003 UR145             | 18 d'octubre de 2003   | Anderson Mesa        | LONEOS                   |
| 317887       | 2003 UM150             | 20 d'octubre de 2003   | Kitt Peak            | Spacewatch               |
| 317888       | 2003 UD154             | 19 d'octubre de 2003   | Kitt Peak            | Spacewatch               |
| 317889       | 2003 UZ159             | 21 d'octubre de 2003   | Kitt Peak            | Spacewatch               |
| 317890       | 2003 UY160             | 21 d'octubre de 2003   | Kitt Peak            | Spacewatch               |
| 317891       | 2003 UL163             | 21 d'octubre de 2003   | Socorro              | LINEAR                   |
| 317892       | 2003 UC165             | 21 d'octubre de 2003   | Palomar              | NEAT                     |
| 317893       | 2003 UQ178             | 21 d'octubre de 2003   | Palomar              | NEAT                     |
| 317894       | 2003 UP188             | 22 d'octubre de 2003   | Kitt Peak            | Spacewatch               |
| 317895       | 2003 UD203             | 21 d'octubre de 2003   | Kitt Peak            | Spacewatch               |
| 317896       | 2003 UE203             | 21 d'octubre de 2003   | Kitt Peak            | Spacewatch               |
| 317897       | 2003 UK209             | 23 d'octubre de 2003   | Kitt Peak            | Spacewatch               |
| 317898       | 2003 UQ211             | 23 d'octubre de 2003   | Kitt Peak            | Spacewatch               |
| 317899       | 2003 US215             | 21 d'octubre de 2003   | Kitt Peak            | Spacewatch               |
| 317900       | 2003 UU217             | 21 d'octubre de 2003   | Socorro              | LINEAR                   |

## 317901-318000
| Nom            | Designació provisional | Data de descobriment   | Lloc de descobriment | Descobridor/s            |
| -------------- | ---------------------- | ---------------------- | -------------------- | ------------------------ |
| 317901         | 2003 UM223             | 22 d'octubre de 2003   | Socorro              | LINEAR                   |
| 317902         | 2003 UU230             | 23 d'octubre de 2003   | Kitt Peak            | Spacewatch               |
| 317903         | 2003 UP236             | 23 d'octubre de 2003   | Anderson Mesa        | LONEOS                   |
| 317904         | 2003 UO240             | 24 d'octubre de 2003   | Kitt Peak            | Spacewatch               |
| 317905         | 2003 UM249             | 25 d'octubre de 2003   | Socorro              | LINEAR                   |
| 317906         | 2003 UW257             | 25 d'octubre de 2003   | Socorro              | LINEAR                   |
| 317907         | 2003 UU258             | 25 d'octubre de 2003   | Socorro              | LINEAR                   |
| 317908         | 2003 UG261             | 26 d'octubre de 2003   | Kitt Peak            | Spacewatch               |
| 317909         | 2003 UN265             | 27 d'octubre de 2003   | Kitt Peak            | Spacewatch               |
| 317910         | 2003 UN269             | 29 d'octubre de 2003   | Catalina             | CSS                      |
| 317911         | 2003 UO278             | 25 d'octubre de 2003   | Socorro              | LINEAR                   |
| 317912         | 2003 UP279             | 27 d'octubre de 2003   | Socorro              | LINEAR                   |
| 317913         | 2003 UA288             | 23 d'octubre de 2003   | Kitt Peak            | M. W. Buie               |
| 317914         | 2003 UA291             | 23 d'octubre de 2003   | Kitt Peak            | Spacewatch               |
| 317915         | 2003 UW303             | 17 d'octubre de 2003   | Kitt Peak            | Spacewatch               |
| 317916         | 2003 UL307             | 18 d'octubre de 2003   | Kitt Peak            | Spacewatch               |
| 317917 Jodelle | 2003 UH313             | 21 d'octubre de 2003   | Saint-Sulpice        | Saint-Sulpice            |
| 317918         | 2003 UF323             | 16 d'octubre de 2003   | Kitt Peak            | Spacewatch               |
| 317919         | 2003 US325             | 17 d'octubre de 2003   | Apache Point         | Sloan Digital Sky Survey |
| 317920         | 2003 UJ328             | 17 d'octubre de 2003   | Apache Point         | Sloan Digital Sky Survey |
| 317921         | 2003 UM333             | 18 d'octubre de 2003   | Apache Point         | Sloan Digital Sky Survey |
| 317922         | 2003 UJ337             | 18 d'octubre de 2003   | Apache Point         | Sloan Digital Sky Survey |
| 317923         | 2003 UJ338             | 27 de setembre de 2003 | Kitt Peak            | Spacewatch               |
| 317924         | 2003 UY344             | 19 d'octubre de 2003   | Apache Point         | Sloan Digital Sky Survey |
| 317925         | 2003 UE345             | 19 d'octubre de 2003   | Apache Point         | Sloan Digital Sky Survey |
| 317926         | 2003 UH347             | 19 d'octubre de 2003   | Apache Point         | Sloan Digital Sky Survey |
| 317927         | 2003 UK349             | 19 d'octubre de 2003   | Apache Point         | Sloan Digital Sky Survey |
| 317928         | 2003 UP369             | 21 d'octubre de 2003   | Kitt Peak            | Spacewatch               |
| 317929         | 2003 US374             | 22 d'octubre de 2003   | Apache Point         | Sloan Digital Sky Survey |
| 317930         | 2003 UW388             | 22 d'octubre de 2003   | Apache Point         | Sloan Digital Sky Survey |
| 317931         | 2003 VW1               | 2 de novembre de 2003  | Socorro              | LINEAR                   |
| 317932         | 2003 WC2               | 16 de novembre de 2003 | Kitt Peak            | Spacewatch               |
| 317933         | 2003 WM4               | 27 d'octubre de 2003   | Kitt Peak            | Spacewatch               |
| 317934         | 2003 WJ11              | 18 de novembre de 2003 | Palomar              | NEAT                     |
| 317935         | 2003 WS31              | 18 de novembre de 2003 | Palomar              | NEAT                     |
| 317936         | 2003 WX32              | 18 de novembre de 2003 | Palomar              | NEAT                     |
| 317937         | 2003 WP35              | 19 de novembre de 2003 | Palomar              | NEAT                     |
| 317938         | 2003 WC47              | 18 de novembre de 2003 | Palomar              | NEAT                     |
| 317939         | 2003 WD48              | 29 d'octubre de 2003   | Anderson Mesa        | LONEOS                   |
| 317940         | 2003 WB51              | 19 de novembre de 2003 | Kitt Peak            | Spacewatch               |
| 317941         | 2003 WF54              | 20 de novembre de 2003 | Socorro              | LINEAR                   |
| 317942         | 2003 WJ57              | 18 de novembre de 2003 | Palomar              | NEAT                     |
| 317943         | 2003 WT59              | 18 de novembre de 2003 | Kitt Peak            | Spacewatch               |
| 317944         | 2003 WS63              | 19 de novembre de 2003 | Kitt Peak            | Spacewatch               |
| 317945         | 2003 WP67              | 19 de novembre de 2003 | Kitt Peak            | Spacewatch               |
| 317946         | 2003 WS75              | 19 de novembre de 2003 | Socorro              | LINEAR                   |
| 317947         | 2003 WX80              | 20 de novembre de 2003 | Socorro              | LINEAR                   |
| 317948         | 2003 WU84              | 19 de novembre de 2003 | Catalina             | CSS                      |
| 317949         | 2003 WO93              | 19 de novembre de 2003 | Anderson Mesa        | LONEOS                   |
| 317950         | 2003 WO113             | 20 d'octubre de 2003   | Kitt Peak            | Spacewatch               |
| 317951         | 2003 WV132             | 21 de novembre de 2003 | Socorro              | LINEAR                   |
| 317952         | 2003 WM135             | 21 de novembre de 2003 | Socorro              | LINEAR                   |
| 317953         | 2003 WT150             | 24 de novembre de 2003 | Anderson Mesa        | LONEOS                   |
| 317954         | 2003 WP160             | 30 de novembre de 2003 | Kitt Peak            | Spacewatch               |
| 317955         | 2003 WC161             | 30 de novembre de 2003 | Kitt Peak            | Spacewatch               |
| 317956         | 2003 WV175             | 19 de novembre de 2003 | Kitt Peak            | Spacewatch               |
| 317957         | 2003 WW194             | 16 de novembre de 2003 | Apache Point         | Sloan Digital Sky Survey |
| 317958         | 2003 XG                | 3 de desembre de 2003  | Socorro              | LINEAR                   |
| 317959         | 2003 XA15              | 15 de desembre de 2003 | Socorro              | LINEAR                   |
| 317960         | 2003 XE16              | 14 de desembre de 2003 | Palomar              | NEAT                     |
| 317961         | 2003 YM19              | 21 de novembre de 2003 | Socorro              | LINEAR                   |
| 317962         | 2003 YU21              | 17 de desembre de 2003 | Kitt Peak            | Spacewatch               |
| 317963         | 2003 YM36              | 21 de desembre de 2003 | Socorro              | LINEAR                   |
| 317964         | 2003 YZ47              | 18 de desembre de 2003 | Socorro              | LINEAR                   |
| 317965         | 2003 YQ53              | 19 de desembre de 2003 | Socorro              | LINEAR                   |
| 317966         | 2003 YX53              | 19 de desembre de 2003 | Socorro              | LINEAR                   |
| 317967         | 2003 YH54              | 19 de desembre de 2003 | Kitt Peak            | Spacewatch               |
| 317968         | 2003 YO63              | 19 de desembre de 2003 | Socorro              | LINEAR                   |
| 317969         | 2003 YG67              | 19 de desembre de 2003 | Kitt Peak            | Spacewatch               |
| 317970         | 2003 YQ72              | 18 de desembre de 2003 | Socorro              | LINEAR                   |
| 317971         | 2003 YC78              | 18 de desembre de 2003 | Socorro              | LINEAR                   |
| 317972         | 2003 YN78              | 18 de desembre de 2003 | Socorro              | LINEAR                   |
| 317973         | 2003 YT88              | 19 de desembre de 2003 | Kitt Peak            | Spacewatch               |
| 317974         | 2003 YD111             | 27 de desembre de 2003 | Desert Eagle         | W. K. Y. Yeung           |
| 317975         | 2003 YC116             | 27 de desembre de 2003 | Socorro              | LINEAR                   |
| 317976         | 2003 YC118             | 23 de desembre de 2003 | Socorro              | LINEAR                   |
| 317977         | 2003 YJ141             | 28 de desembre de 2003 | Socorro              | LINEAR                   |
| 317978         | 2003 YA146             | 28 de desembre de 2003 | Socorro              | LINEAR                   |
| 317979         | 2003 YU146             | 28 de desembre de 2003 | Kitt Peak            | Spacewatch               |
| 317980         | 2003 YU149             | 29 de desembre de 2003 | Socorro              | LINEAR                   |
| 317981         | 2003 YM172             | 18 de desembre de 2003 | Kitt Peak            | Spacewatch               |
| 317982         | 2004 AV                | 12 de gener de 2004    | Palomar              | NEAT                     |
| 317983         | 2004 AT6               | 15 de gener de 2004    | Kitt Peak            | Spacewatch               |
| 317984         | 2004 BC11              | 16 de gener de 2004    | Palomar              | NEAT                     |
| 317985         | 2004 BQ16              | 16 de gener de 2004    | Palomar              | NEAT                     |
| 317986         | 2004 BB25              | 19 de gener de 2004    | Kitt Peak            | Spacewatch               |
| 317987         | 2004 BQ34              | 19 de gener de 2004    | Kitt Peak            | Spacewatch               |
| 317988         | 2004 BT36              | 19 de gener de 2004    | Kitt Peak            | Spacewatch               |
| 317989         | 2004 BT49              | 21 de gener de 2004    | Socorro              | LINEAR                   |
| 317990         | 2004 BK69              | 26 de gener de 2004    | Kingsnake            | J. V. McClusky           |
| 317991         | 2004 BD71              | 22 de gener de 2004    | Socorro              | LINEAR                   |
| 317992         | 2004 BC78              | 22 de gener de 2004    | Socorro              | LINEAR                   |
| 317993         | 2004 BO116             | 27 de gener de 2004    | Catalina             | CSS                      |
| 317994         | 2004 BS116             | 27 de gener de 2004    | Catalina             | CSS                      |
| 317995         | 2004 BM120             | 31 de gener de 2004    | Socorro              | LINEAR                   |
| 317996         | 2004 BH136             | 19 de gener de 2004    | Kitt Peak            | Spacewatch               |
| 317997         | 2004 BU147             | 16 de gener de 2004    | Palomar              | NEAT                     |
| 317998         | 2004 BK148             | 16 de gener de 2004    | Palomar              | NEAT                     |
| 317999         | 2004 BL150             | 17 de gener de 2004    | Palomar              | NEAT                     |
| 318000         | 2004 CP12              | 11 de febrer de 2004   | Kitt Peak            | Spacewatch               |